# タケミナカタ
タケミナカタ（ミナカタトミ、タケミナカタトミ）は、『古事記』等に伝わる日本神話の神。『古事記』と『先代旧事本紀』では建御名方神（たけみなかたのかみ）、『日本書紀』以外の国史では南方刀美神（みなかたとみのかみ）、御名方富命神、建御名方富命（たけみなかたとみのみこと）、健御名方富命等とも表記される。建御名方命（たけみなかたのみこと）、武御名方命、健御名方刀美神、武南方富命、武南方神、武御名方主命、御名方刀美命等という表記を用いる文献や神社もみられる。
諏訪大社（長野県諏訪市ほか）の祭神として祀られていることから、諏訪神、諏訪明神、諏訪大明神、諏訪南宮法性上下大明神、お諏訪さま等とも呼ばれる。

## 系譜

幼い建御名方神とその母神・沼河比売の像
（糸魚川市海望公園）

『古事記』においては事代主神（コトシロヌシ）と同様に大国主神（オオクニヌシ）の御子神とされている。しかし大国主の系譜を記した箇所にはタケミナカタの記載がないため、母は明らかでない。
『先代旧事本紀』「地祇本紀（地神本紀）」では大己貴神（大国主）と高志沼河姫（コシノヌナカワヒメ）の御子神とされており、「天神本紀」の国譲りの段ではタケミナカタが事代主神のことを「兄」と呼んでいる。なお『古事記』においては大国主は事代主神を生む神屋楯比売命より先に沼河比売を娶っており（『旧事本紀』ではその母が高津姫神とされている）、事代主神はタケミナカタの兄に当たると明記されていない。

## 神話

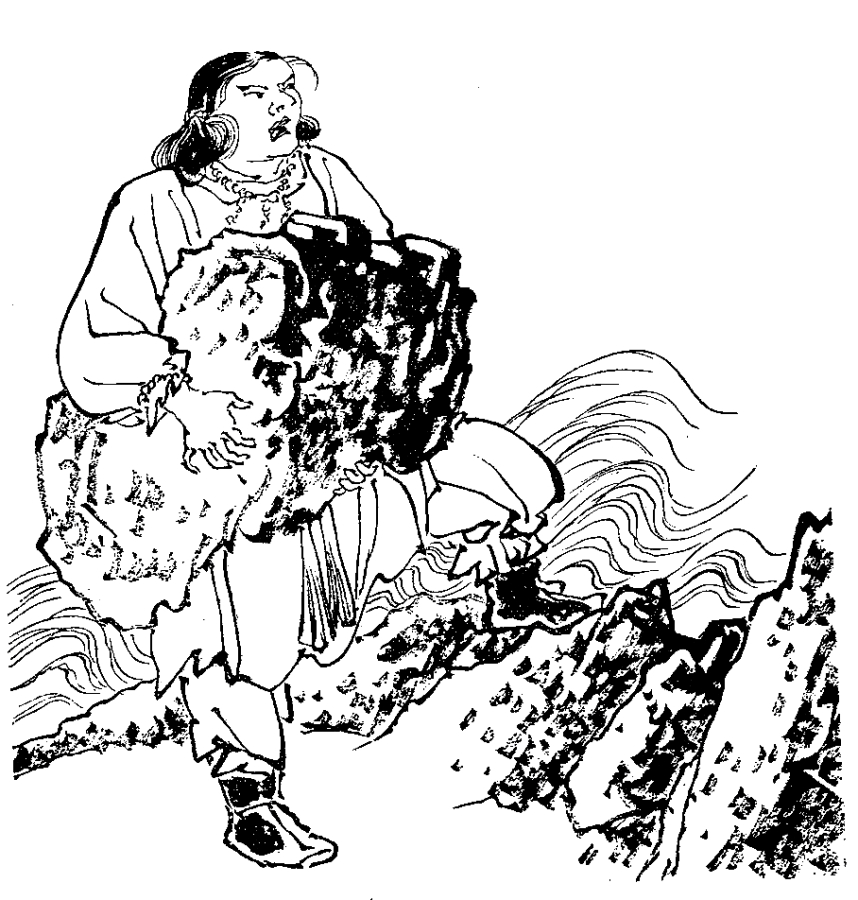
千引石を持ち上げるタケミナカタ

### 国譲り

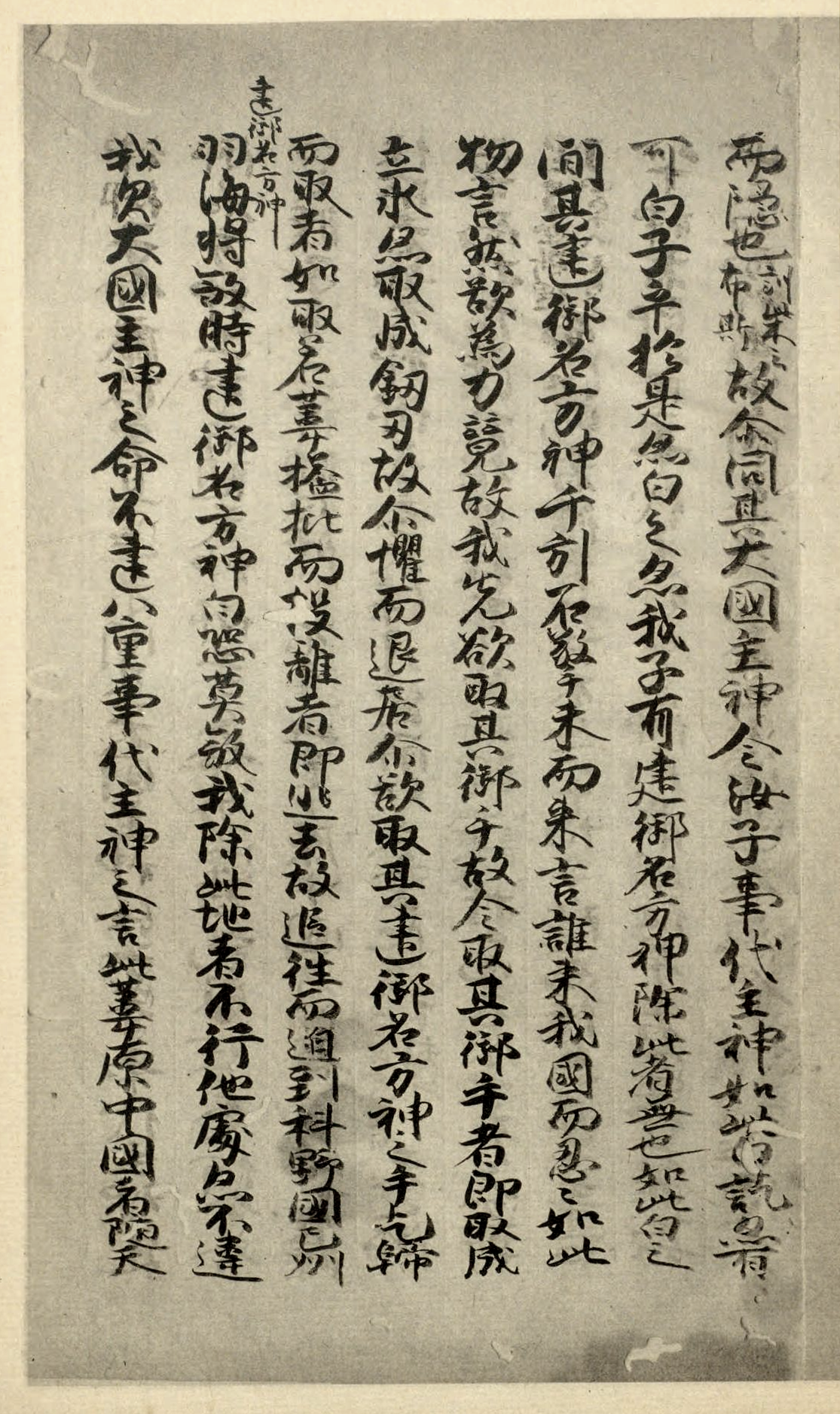
タケミナカタが登場する場面
（真福寺本『古事記』より）

タケミナカタは『古事記』では葦原中国平定（国譲り）の場面で記述されている。これによると、天照大御神・高御産巣日神（タカミムスビ）らによって派遣された建御雷神（タケミカヅチ）と天鳥船神（アメノトリフネ）が大国主神に葦原中国の国譲りを迫った際、大国主神は御子神である事代主神が答えると言った。事代主神が承諾して隠れると、大国主神は次に建御名方神（タケミナカタ）が答えると言った。タケミナカタは千引の石（千人もの大勢の力を必要とするような巨大な岩）を手先で差し上げながら現れ、タケミカヅチに力競べを申し出た。そしてタケミカヅチの手を掴むと、タケミカヅチの手は氷や剣に変化した。タケミナカタがこれを恐れて下がると、タケミカヅチはタケミナカタの手を若葦のように握りつぶして、放り投げた（詳細は後述）。タケミナカタは逃げ出したが、タケミカヅチがこれを追い、ついに科野国の州羽海（すわのうみ）まで追いつめてタケミナカタを殺そうとした。その時に、タケミナカタはその地から出ない旨と、大国主神・事代主神に背かない旨、葦原中国を天津神の御子に奉る旨を約束したという。
一方『日本書紀』ではタケミナカタが登場せず、大己貴神（大国主）は事代主神の意向を聞いた後に国譲りを承諾する。ここでは高皇産霊尊（タカミムスビ）に遣わされた神々は武甕槌神（タケミカヅチ）と経津主神（フツヌシ）である。
『先代旧事本紀』「天神本紀」では『古事記』と『日本書紀』の記述が組み合わされたものが書かれており、使者は『書紀』と同様に武甕槌神と経津主神となっている。

#### 『諏方大明神画詞』の国譲り神話
『旧事本紀』における国譲り神話は『諏方大明神画詞』（1356年成立）の冒頭に採用されているが、タケミナカタの敗戦と逃亡、追いつめられ殺されようとした話は見られない。

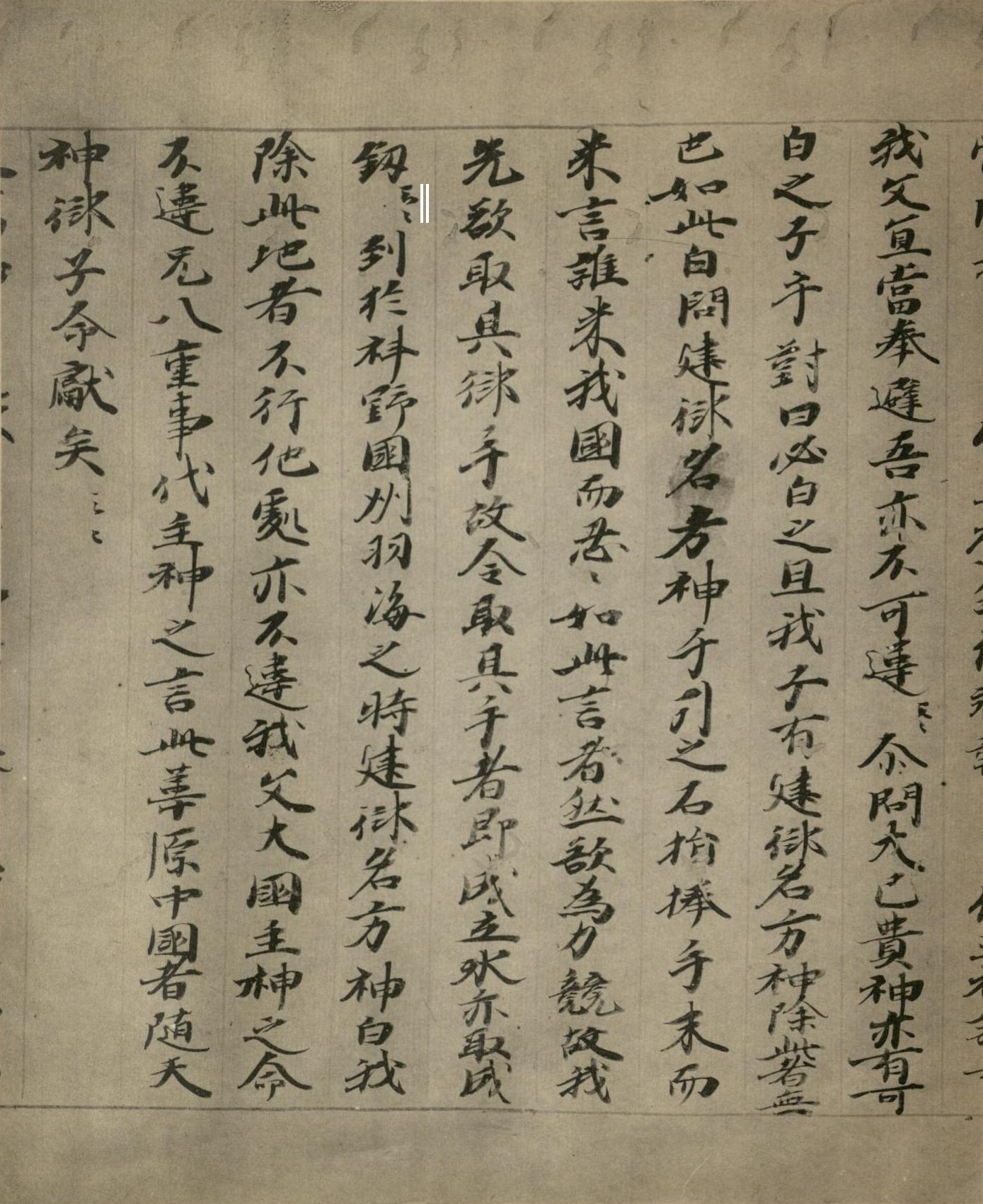
「諏方社事」
（真福寺本『古事記上巻抄』より）

諏訪大社の祭神として『画詞』には載せるには不適当と考えたもので編纂者の諏訪円忠が削除したと考えられていたが、円忠は『旧事本紀』そのものでなくタケミナカタの不名誉な記述が省略された抄出文を利用した可能性を間枝遼太郎（2020年）が指摘した。真福寺本『古事記上巻抄』という文書に「諏方社事」と題する『旧事本紀』の抜粋文が含まれており、ここで省略されている箇所が『画詞』とほぼ一致しているため、円忠が編纂の際に用いたテキストであると間枝が特定している。抄出文は円忠が『画詞』の編纂にあたって諏訪大社の縁起について調査を行った際にやりとりしていた吉田流卜部氏の卜部兼豊あるいは平野流の卜部兼前が作成・提供したものと考えられる。
面白いことに、『画詞』では諏訪大社にとって不都合な部分は省かれているだけでなく、「氷を成り立て、又剣を取り成しつ」の主語は（文脈で読むと）タケミカヅチからタケミナカタに変わっている。つまり、「タケミナカタが」氷や剣を出現させて自分の力を示した後、自発的に諏訪に鎮まったことになっている。同じ編者による『諏方大明神講式』（室町中期）にもタケミナカタが負けて逃げる場面が見当たらず、タケミナカタの諏訪での誓いを引用した直後、彼を「和国根本之霊神」「日本草創之本主」と称えている。
間枝はタケミナカタの敗走の描写が円忠が利用した原資料では見られなかったからこそ神話の再解釈が可能になったとみており、「（国譲り神話が）『旧事本紀』という媒体に取り入れられ、新たな意味付けと利用のされ方がなされることで、変貌を遂げ、ついには建御名方神を称揚し得るものにまでなっていたのである。」と述べている。

##### 諏訪での国譲り神話の受容
京都諏訪氏の祖である円忠の手になる『画詞』は、あくまで京都で作られた縁起で、当初は京都でのみ読まれた。諏訪地方では、『古事記』や『旧事本紀』とは異なる諏訪大社の祭神にまつわる別の神話が伝えられており、中央政権の国譲り神話が知られていなかったと見られる（後述）。諏訪由来の文献で国譲り神話が見られるようになるのは、『画詞』のテキストが伝来・受容されて以降（17世紀）である。その際にも、タケミナカタは『画詞』どおりに自らの意志で諏訪に留まることを誓った神として描かれている。中にはタケミナカタを出雲ではなく天から降った神という、在地伝承の要素をそのまま引き継いでいる文書もある。
中世以降に書かれた『信濃国日向社伝記』や『上社権祝本諏訪縁起断簡』には、大国主がタケミナカタに科野国の平定を命じたという異伝も見られる。
江戸期中に『古事記』が広く流布して、やがて諏訪にもその影響が及んだ結果、国譲り神話の元の形が現地民にも知られるようになった。上諏訪出身の国学者松沢義章の『画詞』の書写本では、序文がかなり書き換えられており、『古事記』『旧事本紀』に準拠した内容になっている。明治維新以前にタケミナカタを祭神とする上社（かみしゃ）に神長官として奉仕した守矢実久が明治初期に編纂した『神長守矢氏系譜』（後述）には「御名方刀美命、出雲を逃がれ出で州羽の海に到るの時」と書いてある。（ただし、彼が著した『諏訪神社略縁起』では、「勇威を顕し、竟に科野国洲羽の海に到り給ひ、神勅の慇懃なることを詳知し、遂に帰順の意を表し、『我此地を除き他所に不行、父兄の言の如く此国土を奉らん』と誓言し此地に鎮まり座す」とあって、江戸後期以前の諏訪における『画詞』由来の国譲り神話の形を受け継いでいる。）

#### 他文献・民間伝承
『画詞』より少し前に書かれた『神皇正統記』（北畠親房著）も同じく『旧事本紀』の記述を使用したと見られる。

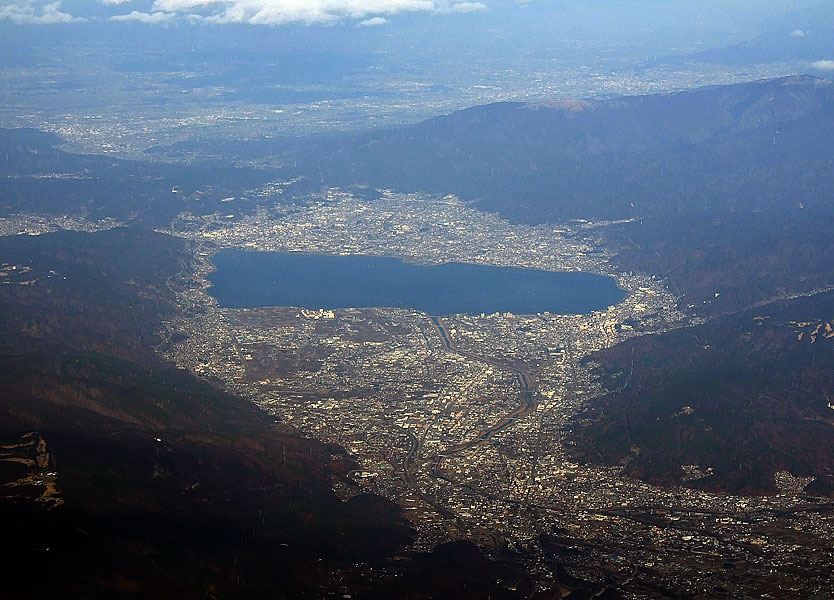
諏訪盆地と諏訪湖

春瑜筆『日本書紀私見聞』（1426年）には、山王の三男である「諏防大明神」は日本国を我が物にしようとして軍を起こすも天照大神に打ち負かされ、降参後に信乃（信濃）国に鎮座することを約束するというバリエーションが録されている。
長野県内各地にはタケミナカタの逃亡・諏訪入りにまつわる伝承のある場所がいくつか存在する。下伊那郡豊丘村に伝わる伝承によれば、タケミカヅチがようやくタケミナカタに追いついたところ、タケミナカタが降参し、タケミカヅチと和睦を結んだ。同村にある御手形神社には、終戦の印として両者の手形を彫り残したといわれる石がある。その後、タケミナカタが豊丘村から隣の大鹿村に移って、しばらくそこに滞在したという。このことから、大鹿村鹿塩梨原にある葦原神社はかつて「本（）諏訪社」と呼ばれていた。また、塩尻市の小野神社や、上田市の生島足島神社にもタケミナカタが諏訪に入る前に一時滞留したという伝承が語られている。北安曇郡小谷村にある大宮諏訪神社も、タケミナカタの信濃入りの際の神跡と伝えられる。
徳島県名西郡石井町にある多祁御奈刀弥神社にも「元諏訪」伝承がある。社伝によると、『古事記』に書かれている「州羽」は当社の事を指し、長野県にある諏訪大社はこの神社から宝亀10年（779年）に移遷されたものであるという。

### 明神入諏

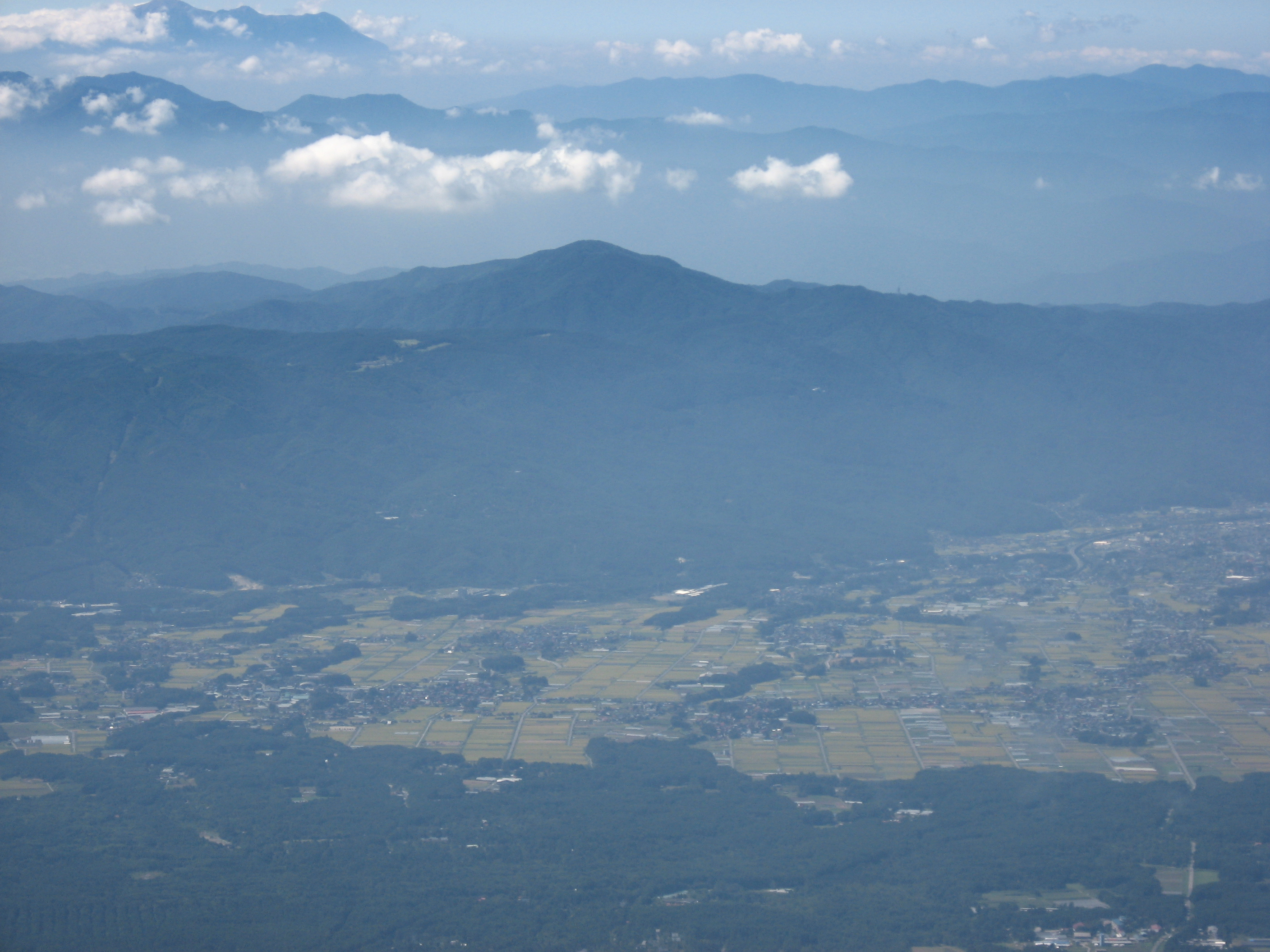
守屋山

『古事記』と『旧事本紀』では征服される神として描かれるタケミナカタは、諏訪地方に伝わる明神入諏神話では現地の神々を征服する神として登場する。
『諏訪信重解状』（『大祝信重解状』、『大祝信重申状』とも）と呼ばれる、上社大祝（）の諏訪信重が宝治3年（1249年）に鎌倉幕府に提出したといわれる解状（後世に作られた偽文書とする説もある。詳細は後述）では、神宝（鏡・鈴・唐鞍・轡）を持参して守屋山に天降った諏訪明神は、もともと諏訪にいた「守屋大臣」（守矢氏の遠祖とされる洩矢神）と争論・合戦・力競べをして、その領地を手に入れた。

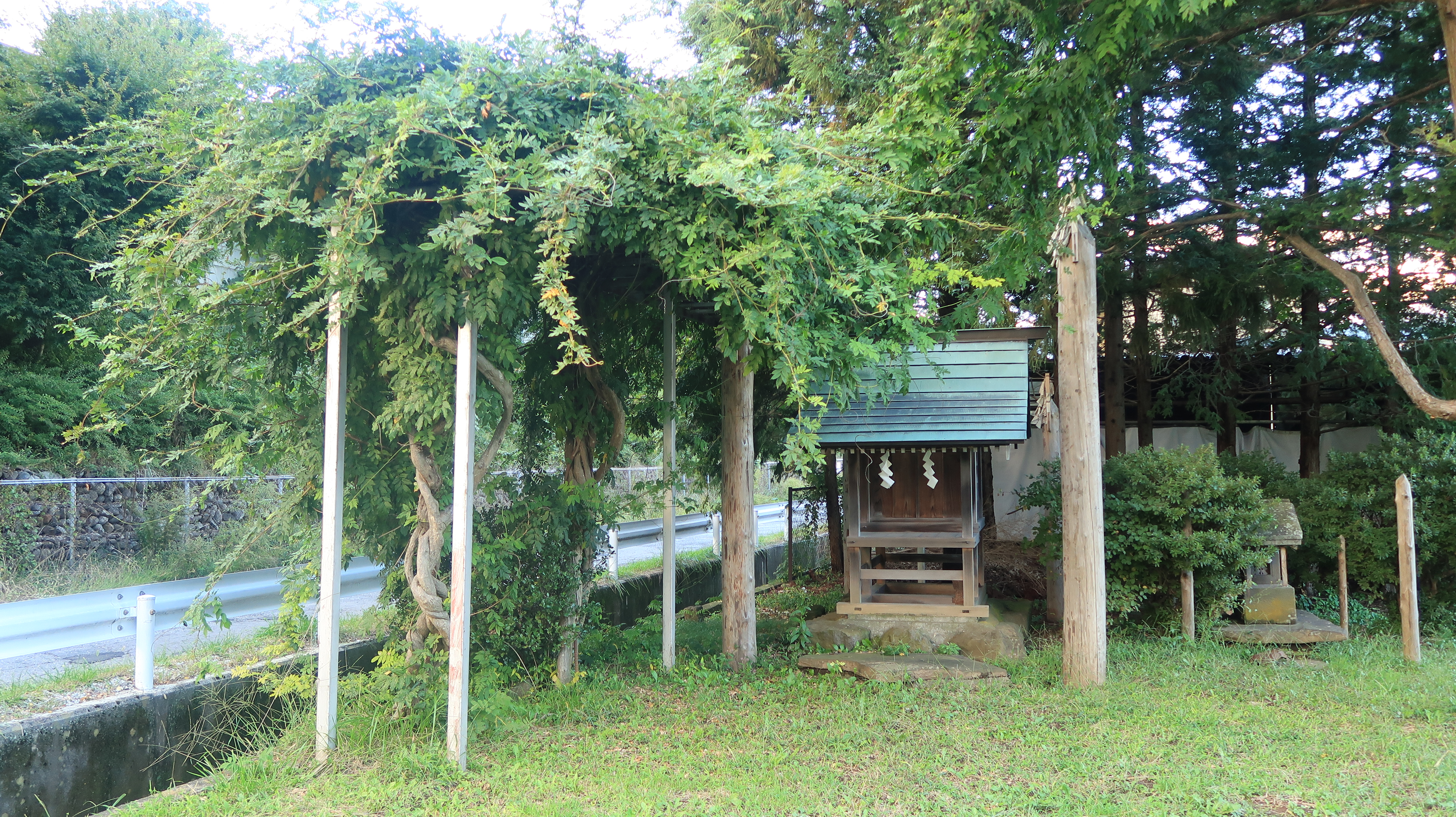
藤島社（諏訪市）

この話は『諏方大明神画詞』「祭 第三夏 下」のうち、6月晦日に摂社藤島社（諏訪市中洲神宮寺）で行われるお田植神事の項にも出てくる。ここでは両者が手にしていた「藤鎰」と「鉄鎰」が「藤の枝」と「鉄輪」となっており、『信重解状』にとって肝心の守屋山への降臨が語られない。
『画詞』の作者は、『旧事本紀』に出てくるタケミナカタを巻頭に出し、地元伝承を藤島社の由来にかけて述べている。諏訪明神と洩矢神の抗争の伝承を巻頭に出さず、小さく扱ったものとみられる。
『解状』や『画詞』のほかには、『神氏系図（前田氏本）』『神家系図（千野家本）』などにも、諏訪明神と初代大祝が「守屋」を追い落とし守屋山麓に社壇を構えたという同系統の伝承が語られている。
また、江戸時代に書かれた伝承記録には、守屋大明神（洩矢神）と藤島大明神（諏訪明神）が相争った際に天竜川の両側に立つ藤の木を絡ませたという異伝も見られる。
『旧事本紀』の国譲り神話を諏訪上社の縁起として採用した『画詞』は、諏訪でも神官家で広く読まれ、結果的にそれにおけるタケミナカタの説話が通説となり、古来から地元に伝わる入諏神話は影が薄くなったと見られる。
明治初期に書かれた守矢氏の家系図『神長守矢氏系譜』では、タケミナカタが『古事記』どおりに出雲から逃亡した神という風に描かれている。

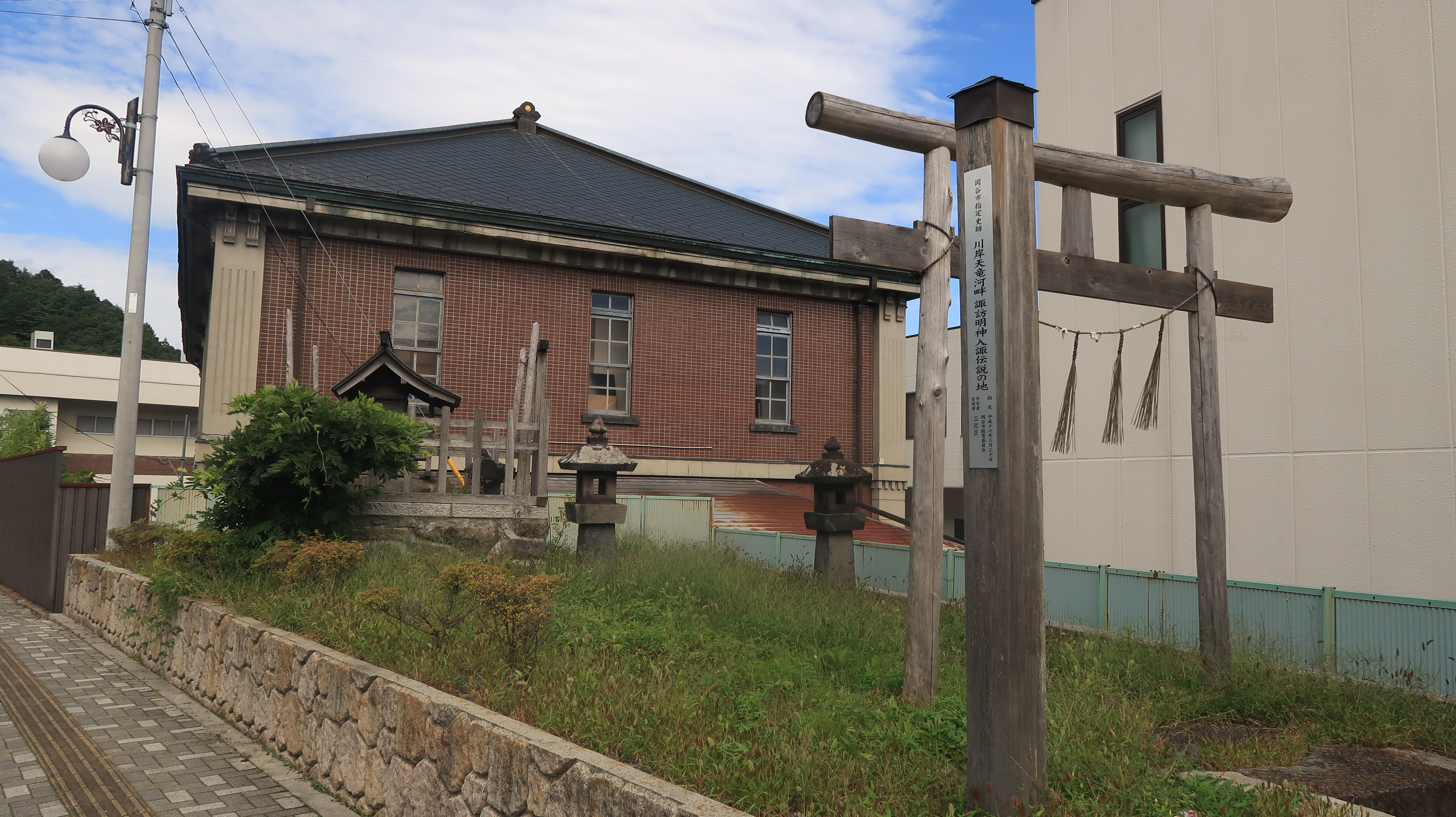
藤島神社・諏訪明神入諏伝説の地（岡谷市）

洩矢神以外に、タケミナカタと対抗した矢塚男命や武居大友主神（諏訪下社の武居祝の祖）の伝承も存在する。

### 明神と大祝

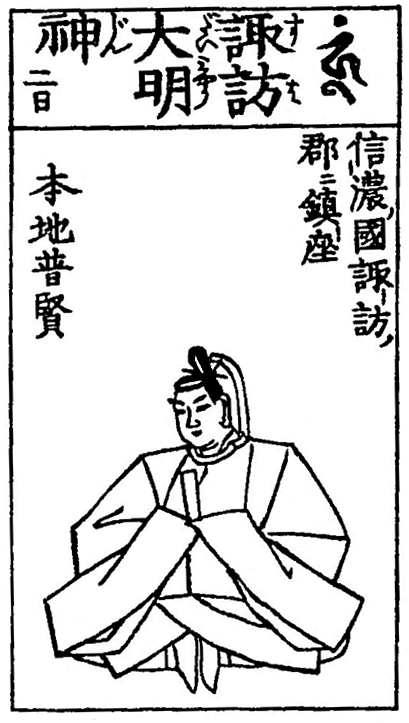
諏訪大明神
（『仏像図彙』より）

諏訪上社の祭神であるタケミナカタは神氏（じんし・みわし）の祖神とされ、神氏の後裔である諏訪氏はじめ他田氏や保科氏など諏訪神党の氏神としても信仰された。
明治の初め頃まで、諏訪上社には大祝（）という職位があり、これをつとめる諏訪氏氏身の者（主に童男）は諏訪明神（タケミナカタ）の身代わり、すなわち神体ないし生き神として信仰の対象であった。
伝承によると、諏訪明神が8歳の童男に自分の装束を着せて、自分の「御正体」として定めたことにより大祝職が成立した。このことから大祝は代々、御衣着祝（）とも呼ばれ、「神」という姓を名乗り、即位式を行い職を相次いできた。
『信重解状』では、天降った後の諏訪明神のあり方としてこの伝承が語られているが、時代も初代大祝の名前が書かれていない。
いっぽう『諏方大明神画詞』「祭第一 春上」と『神氏系図（前田氏本）』においては、有員という人が初代大祝とされている。
他文献では、有員は桓武・平城天皇の時代の人物とされている。桓武天皇の皇子とする文書もある。なお、実在したかどうかは定かではなく、大祝家の始祖ではなく中興の祖とする説や、中世に創作された人物とする説がある（後述）。
これに対して『異本阿蘇氏系図』と『神氏系図（大祝家本）』は、科野国造家（金刺氏）出身の神子（）、または乙頴（）が初代大祝で、用明天皇2年（587年）に社壇を設けたとし、大祝家本『神氏系図』では有員が神子の子孫とされているが、以上の2系図は創作が多分に含まれ、古代の歴史的事実を明らかにする力は持たない偽書であると証明されている。

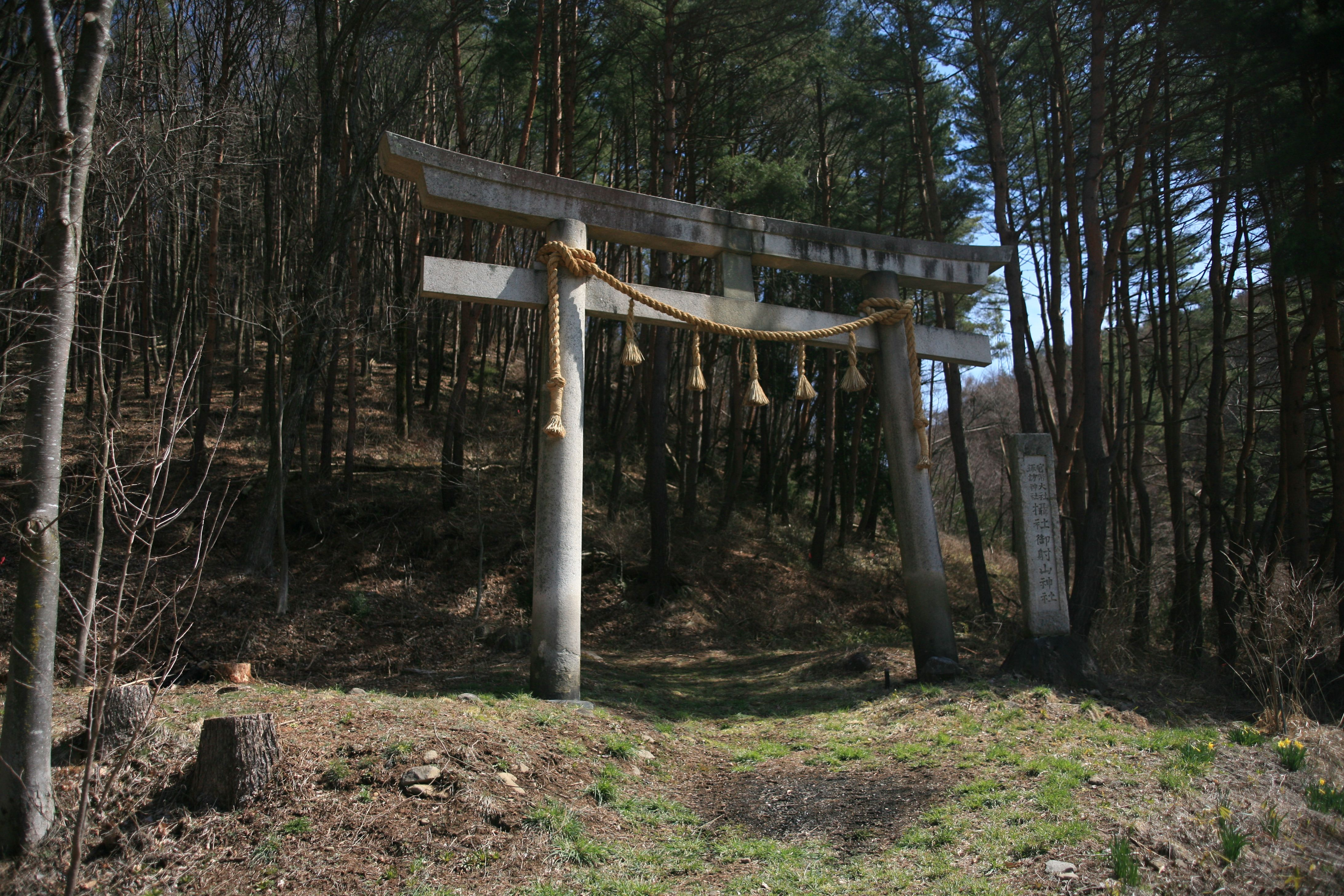
御射山神社鳥居（富士見町）

### 天竺波提国王
諏訪明神の出自を異国（天竺）に求める中世の説話も存在する。
嘉禎4年（1238年）の奥書を識す『諏訪上社物忌令之事』によると、「建御名方明神」は本来、天竺にある波提（）という国の王であった。王が7月末頃に鹿野苑で狩りを催したとき、「守屋逆臣」が反乱を起こす。王はその難を逃れて、広大なる慈悲の名を世に示した。後に波斯国で悪龍を倒し、「諏訪皇帝」となる。「東方金色山」で善苗を殖え、成仏した皇帝はやがて日本に渡来し、摂津の海辺（住吉）、西宮、美濃の高山（南宮）を経由して信濃にある諏訪郡にたどり着き諏訪明神となった。
同じような話は『諏方大明神画詞』「祭第六 秋下」にも御射山祭の由緒として説かれている。ここでは逆臣の名前が「美教」となっており、狩りこそが畜類済度の方便である、と王が天に訴えると、梵天に遣わされた四天王が逆臣を誅して王を救った、と書かれている。
『上社物忌令』における悪龍の退治の話が『画詞』には見られず、同編者による『諏方大明神講式』では採り上げられている。しかし、「当社縁起」といいながらも、作者が分からず、そうかといって無視・黙殺もできないシロモノ扱いされている。（一方、『旧事本紀』におけるタケミナカタの諏訪への隠棲の記述を「不可疑（疑フベカラズ）」と言い切っている。）これは『画詞』が典拠にこだわりながら撰述されたものが故に、出典不明のこの話を『画詞』に載せるのに躊躇したのかもしれないと思われる。
『講式』では、波提国王が釈迦如来の祖父である獅子頬王の玄孫とされている（日光輪王寺蔵『諏訪神道縁起』にも同じ説が見られる）。また、天竺で謀反を起こした美教大臣が日本に渡り、明神と相争った「洩矢の悪賊」になったとも述べられている。
諏訪明神の口述といわれ、中世の御射山祭に大祝が読み上げた『陬波御記文（）』では、「陬波大王」が甲午を期して姿を隠したと言われている。更に『御記文』の注釈書『陬波私注』（鎌倉時代末期）によれば、陬波大王が生まれたときの干支も同じく甲午であったという。
なお、『陬波私注』では大祝有員が諏訪明神をともなって天竺から日本へやってきて、明神の叔父にあたる「続旦（）大臣」とされている。

### 蝦蟆神退治

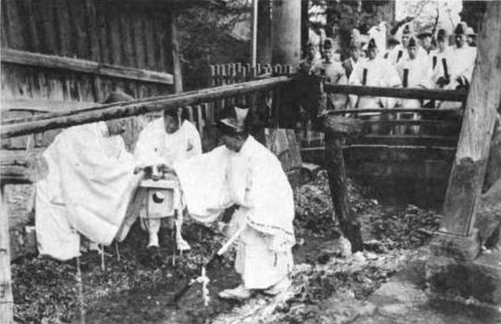
1937年以前の蛙狩神事

『上社物忌令』と『陬波私注』には以下の伝承が見られる。
つまり、諏訪明神が大荒神となって天下を悩ませている「蝦蟆（蛙）神」を退治して、四海が静謐となった。このことから「波しずか」とも読める「陬波（）」という名を得た。口伝によると、元旦に行われる蛙狩神事はこの出来事を模した神事である。
更に明神が退治した蝦蟆神を竜宮城に通ずる穴に閉じ込め、石でふたをし、その上に座した、ともいわれている。
この話については、蛇神としてのタケミナカタと土地神（ミシャグジあるいは洩矢神）による神権争奪を意味するという説や、陬波大王の悪龍退治の同系異伝もしくは変奏とみる説、あるいは諏訪明神と同定される降三世明王と宇賀神の三毒退治を表すという説などがあげられている。

### 諏訪の龍蛇神

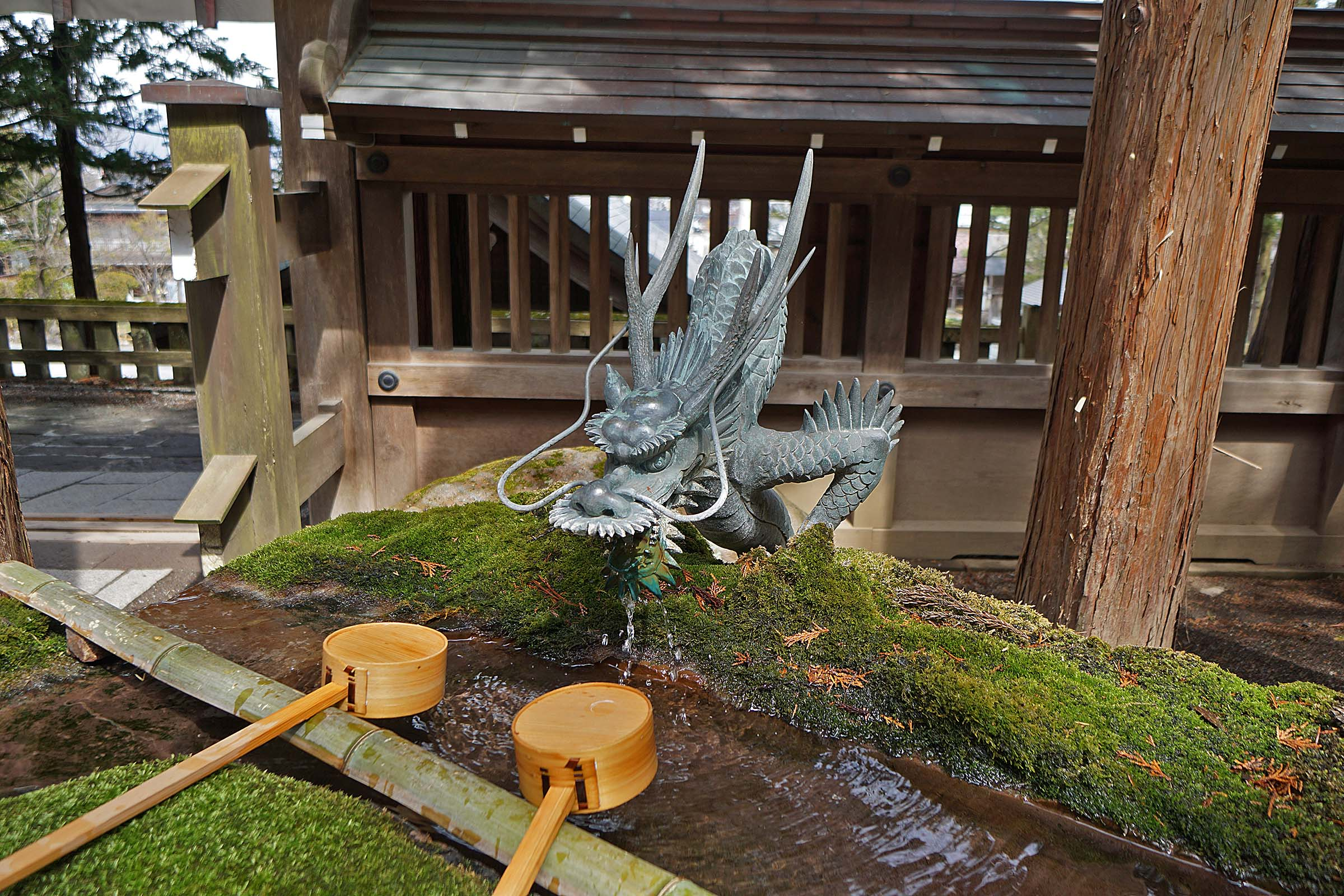
上社本宮の境内にある手水

昔から諏訪神社の神体は蛇で、神使も同じく蛇であるといわれている。『諏方大明神画詞』の中で、諏訪明神やその眷属が龍、もしくは蛇の姿を取るという逸話がいくつか採り上げられている。『太平記』（巻三十九）にも、蒙古襲来の時に、
と見えている。

母なる犀龍の背に乗る泉小太郎
犀龍は諏訪明神の化身とされている。

諏訪の神が巨大な蛇あるいは龍として登場する民話も長野県や群馬県などでは存在する。とある話によると、神無月に神々が出雲に集ったとき、諏訪明神が龍（蛇）の姿で現れたが、体があまりにも大きすぎて集いの邪魔になった。それ以来、明神は出雲に行かなくなった。龍となった明神の尾は諏訪湖の高い木（尾掛松）に掛かっていたといい、そこから大和（）と高木（下諏訪町）の地名が生まれたという。
諏訪神社の龍蛇信仰の弘布に大きな役割を果たしたのは、『神道集』に収められた「諏訪縁起」（甲賀三郎伝説）といわれるが、持統天皇の時代から既に諏訪神社は「蛇を象徴動物とする水神」として中央政府に認識されていた形跡も濃い。
中世まで行われた諏訪上社の冬祭りでは、御室（）と呼ばれる竪穴建物らしき土室が作られ、その中に藁、茅、またはハンノキの枝で作られた数体の蛇形が安置され、翌春まで大祝がそこに参籠し、神長官とともに祭事を行った。一説によると、「そそう神」と呼ばれるこの蛇形は「祖宗神」、すなわち神氏の祖霊としての諏訪明神をあらわす。
上社裏山にあるフネ古墳（5世紀前半）に発見された蛇行剣も諏訪の蛇信仰と関係があると思われる。

### 軍神として

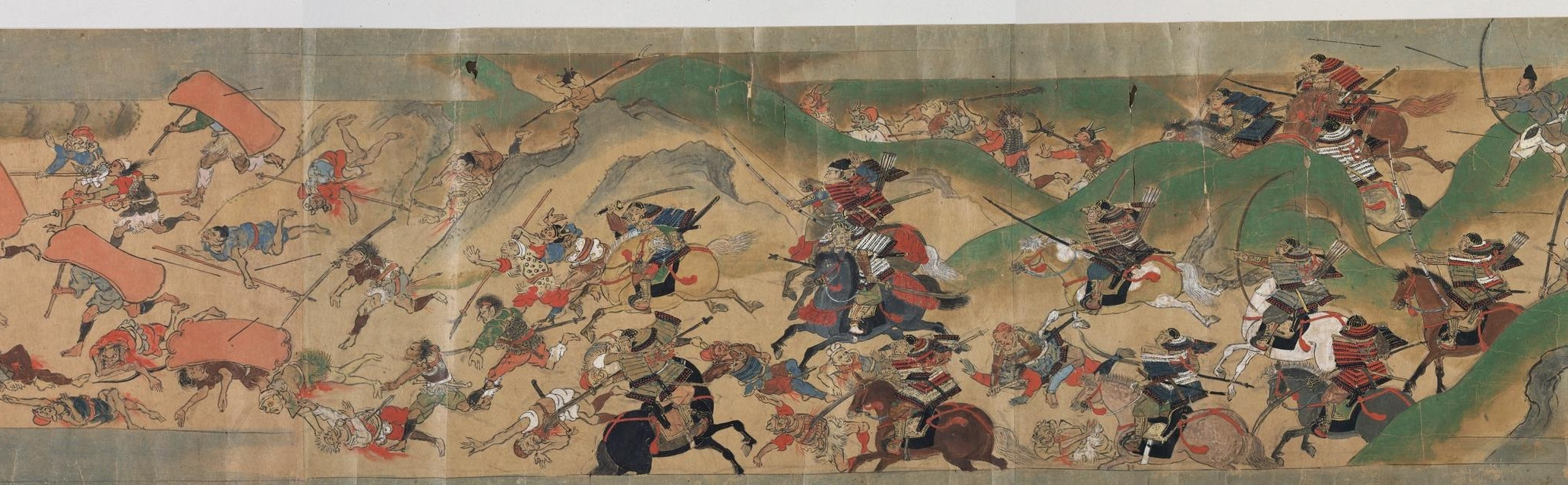
坂上田村麻呂の蝦夷征伐（『清水寺縁起絵巻』より）

『梁塵秘抄』（平安末期成立）に「関より東の軍神、鹿島、香取、諏訪の宮」とあるように、中世以降になると諏訪社の社家の武士化とともに諏訪明神は軍神として信仰されるようになり、その武功を語る説話が広まった。

諏訪梶の葉
（諏訪氏の家紋）

『源平盛衰記』『諏方大明神画詞』等によると、天照大神に遣わされた諏訪明神と住吉明神は神功皇后の三韓征伐に協力した。諏訪明神が坂上田村麻呂による蝦夷征討（安倍高丸追討）に参加したという伝承も、『画詞』のほか『神道集』や『信重解状』等に見られ、諏訪社の御射山祭または流鏑馬の由来として語られている。
更に、源平合戦の際に大祝がどちらに味方するか考えていたところ、諏訪明神が夢で手にしていた梶の葉の軍配を白旗（源氏）のある方向へと振り下ろしたため、諏訪の武士集団が源頼朝に加勢したという伝承もあり、諏訪上社・下社の大祝家が用いる「梶の葉」の家紋の起源譚となっている。この内乱に功を立てた諏訪武士団は頼朝から取り立てられるようになり、諏訪明神も鎌倉幕府や武家衆から篤く崇敬された。
元寇の際には神風を起こしたとする伝承、または鎌倉後期に起こった安藤氏の乱の際には龍に乗って反乱を鎮定した伝承もある。

## 考証

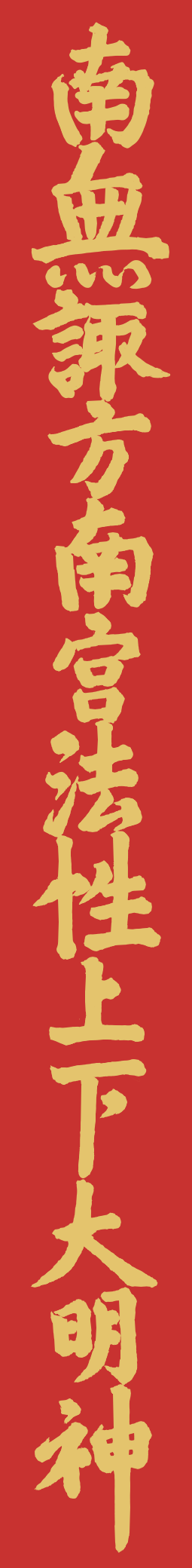
武田信玄の諏訪法性旗

### 神名について
「（タケ）ミナカタ（トミ）」という名称の意味や由来については様々な説が挙げられている。
- 諏訪湖畔を指す「水方（みなかた）」（「水県」「水潟」とも）[2][112][113][114][115]
- 「南方（みなかた）」の意[116]
- 製鉄炉の4本の柱の中の南方の柱、[117]あるいは製鉄に重要な南風に由来する名前[118]
- 「県（あがた）」の転化[119][120]
- 宗像（むなかた）の転化[121][122][123][注釈 9]
- 安曇族にゆかりのある阿波国名方郡に因んだ名称[124][125]

#### 「南宮法性大明神」
タケミナカタ（諏訪明神）の尊称の中で「南宮大明神」と「法性大明神」、またはこの二つを組み合わせた「南宮法性大明神」や「法性南宮大明神」というのがある。
『画詞』をはじめ中世文書には「正一位法性南宮大明神」「南宮法性大明神」「諏訪法性上下大明神」等が見られる。後奈良天皇は天文22年（1553年）に「諏方正一位南宮法性大明神」の宸筆を諏訪に下したという。武田信玄の軍旗と伝えるものには「諏訪南宮法性上下大明神」と書かれており、諏訪大社に伝わるその兜も「諏訪法性兜」と呼ばれている。このように、これらの神号は中世以来一貫して使用されて、いわば諏訪明神の正式呼称であった。
「法性」とは、法性身（法身）のことで、無色無形の真如を虚空に喩えたものを指す。これは「我に於いて体なし」という諏訪明神の神勅と符合する。また、密教的には法性身は有色有形の法身大日如来を指すことから、「法性神」は大日如来と同様に唯一にして根源的な存在、すなわち最高神を意味するとも解釈できる。
一方「南宮（）」の由来についてはいろんな説がある。
- 諏訪明神は南閻浮州（人間が住むこの世界）に示現した法性神とされたことから[133]
- 諏訪社は美濃国の仲山金山彦神社（南宮大社）や伊賀国の敢國神社（南宮大菩薩）とは関係があったことから

『梁塵秘抄』の中で「南宮（）の本山は 信濃の国とぞうけたばる さぞまうす 美濃の国には中の宮 伊賀の国にはおさなき 稚（）の宮」と歌われるように、中世においてはこの三社が「南宮三社」として知られていた。（敢國神社は甲賀三郎伝説にゆかりのある神社でもある。）
- 諏訪明神は帝の王宮の南面の守護神とされたことから[135]
- 諏訪社は信濃国の南部（南信地方）にあることから
- 諏訪上社は諏訪湖の南方に位置することから
- 諏訪上社は下社に対して南にあることから
- 『延喜式』神名帳に書かれている「南方刀美神社」から

中世の写本では「南方刀美（）」の「南方」には「ナンハウ」「ナハウ」の傍訓がついている。そこから転じて、「南宮」という呼称が生まれたのかもしれない。

### 『古事記』の説話について
タケミナカタは『日本書紀』における国譲り神話、または『出雲国風土記』や『出雲国造神賀詞』に録されている出雲国の伝承に一切登場せず、『古事記』でも大国主神の子でありながらその系譜に名前がみられない。この理由から、本居宣長は『古事記伝』で「書紀に此建御名方神の故事をば、略（）き棄てて記されざるは、いかにぞや」と疑問を発した。この理由から、近代に入るとタケミナカタは国譲り神話に挿入されたという説が主流となった。
- 津田左右吉は、「古事記にのみ見えるタケミナカタの神は、オホナムチの命の子孫の名の多く列挙して此の書のイヅモ系統の神の系譜には出ていゐないものであるから、これははるか後世の人の附加したものらしい」と推考し、諏訪と結びつけたのは「此の地に古くから附近の住民の呪術祭祀を行ふ場所があつて、それが有名であつたためであらう」と書いていた[136]。
- 松村武雄（1925年）によると、タケミナカタが登場する場面は「国土譲渡の交渉譚に添加せられた一挿話であつて、本原的なものではないであらう。」この説においては、タケミナカタは諏訪地方にいた「皇祖側に対抗する一勢力」の代表者であって、その話が逆用的に国譲り神話に持ち込まれたとされている[137]。辻春緒（『日本建国神話之研究』）も同様の説を立てていた[138][139]。
- 太田亮（1926年）はこの説話を「根拠なき虚構の神話」と考え、中臣氏が信奉していた鹿島神（タケミカヅチ）の神威を高めるために挿入された、皇室にはどんなに抵抗するとも勝てないという教訓のあるものとしていた[注釈 11][140][141]。

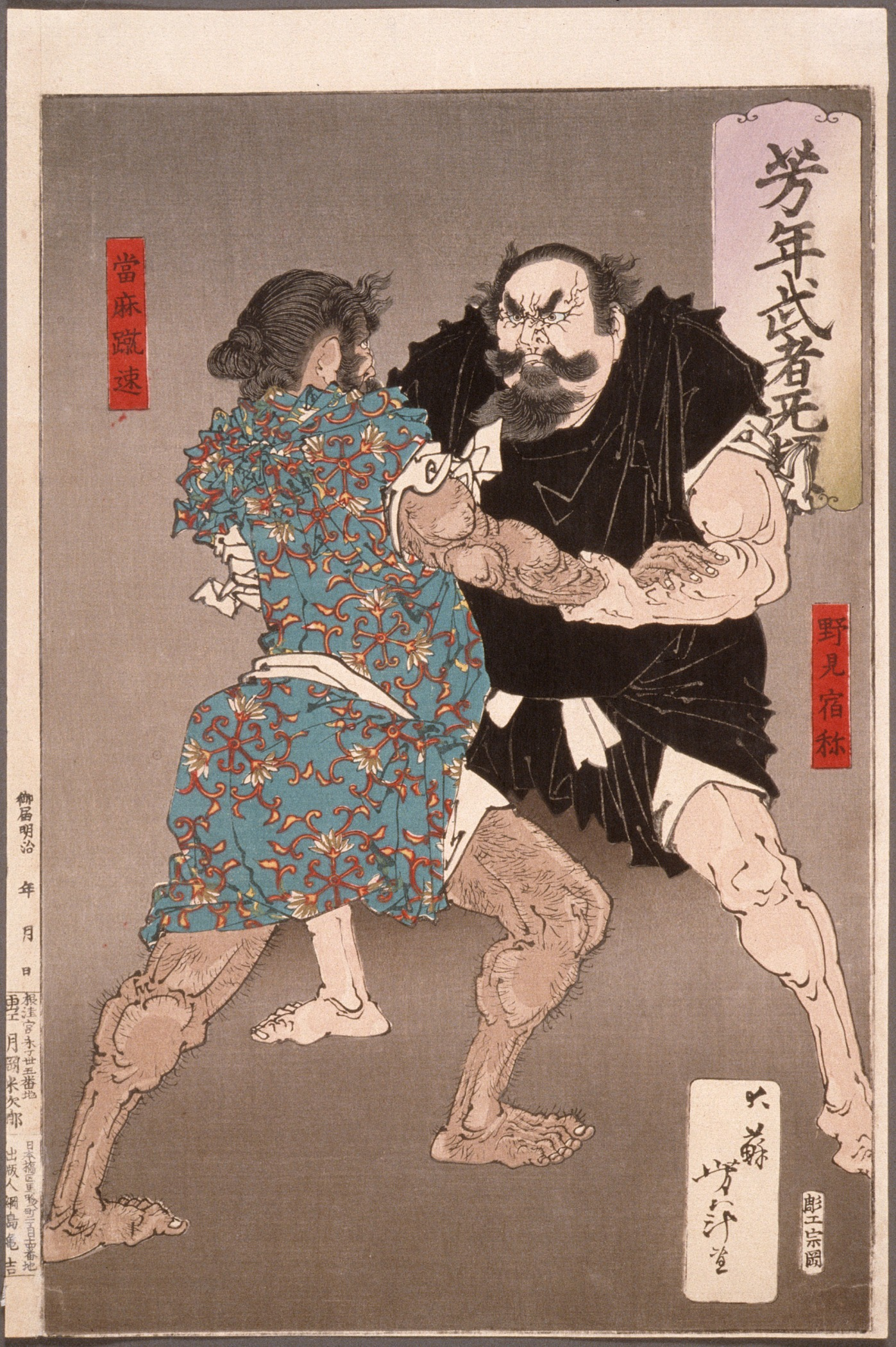
当麻蹴速と捔力を取る野見宿禰（月岡芳年『芳年武者无類』より）

- 郷土史家の栗岩英治は、国譲りの葛藤は出雲だけでなく他所（伊勢・美濃・信濃など）にも起こり、これが一つにまとまったのが『古事記』の国譲り神話とした。「所謂神代国譲の条を斯く解剖的に研究して来ると、健御名方神が諏訪に鎮座ましますのが不思議でも何でもなくなる。又出雲風土記や、出雲国造神賀詞に御名方神のないのが当然で、書紀の編者が抹殺したのも、国譲伝説の混乱に気付かなかった故であらう。」[142]
- 宮地直一（1931年）は、タケミナカタの説話の原型が「出雲人の伝承を母胎とする」諏訪地方に発生したもので、これが後に大国主の国譲り神話と融合されたという説を唱えた。また、タケミカヅチとの力競べは皇祖側の威光を高めるために創作されたもので、タケミナカタには劣敗者という性格が元々なかったと主張した。宮地によると、「勝敗の懸隔余りに甚だしいあたりは、かの野見宿禰と当麻蹴速との角力に関する物語と同様の仕組になり、従つて之に対するのと同様の気持を起ささる。」[注釈 12][143]更に、諏訪の祭神が「諏訪神」なる自然神からタケミナカタという人格神に変化したのが「古事記成立の奈良朝を余り遠ざからぬ前代の事」という見解を示した[144]。
- 高階成章（1935年）はタケミナカタを「古代信濃に於ける信仰の対象」とし、『古事記』の神話が信濃国に起こった国土奉還が出雲神話に統合されて成立したものとしていた。高階曰く、「諏訪神社の信仰が旧来の原始信仰から建御名方神に対する軍神又は武神信仰に移りつつあつた時代に…中臣氏がその氏神とする処の鹿島神にも武神としての信仰が台頭し来りて、古事記編纂といふ好機に中臣氏が氏族制度時代の習として自己の氏神の武徳を称へんとして、その犠牲に建御名方神を以てなした。」なお『日本書紀』にこの記述が見られないのは、『書紀』が公の文書であるがために中臣氏が力を注がれ得なかったからである[145]。
- 肥後和男（1938年）は、『日本書紀』景行天皇四十年条にみられる信濃坂（神坂峠）においてヤマトタケルが白い鹿の姿をした山の神を殺す話がタケミナカタの神話と「同一の根源に出るもの」、しかのみならずその「一つ前の形」という説を立てた。この説において、諏訪地方に祀られていた鹿神（山の神）が「タケミナカタ」という人格神に変化して、大国主の武勇を象徴するものとして出雲の国譲り神話に組み込まれた。それに加えて、千引の石を持ち上げたタケミナカタに対する剣神タケミカヅチの勝利を「石に対する金属の勝利」をあらわし、またはタケミカヅチを酒の神、すなわち農業の神とも解釈できることから「狩猟文化に対する農業文化の勝利」を意味するとも推量した[146]。
- 三品彰英（1957年）は、コトシロヌシとタケミナカタを出雲の神である大国主の子として国譲り神話に添加された他所（大和と信濃）の神々としていた。三品によると、「（タケミナカタの）名は『古事記』がオオクニヌシの神系譜を述べた条にも見えていないほどで、オホクニヌシとの関係は極めて薄い。タケミカツチ・フツヌシの神は大和平定をはじめ、ヤマトの祭政支配拡大の先頭に立つ神であり、科野のタケミナカタとの交渉も他の地方での話であったのではあるまいか。いわゆる「手取りの誓約」を語るもので、それが国ゆずりの代表的な出雲の物語に添加されることはそれほど無理ではない。」[147]
- 伊藤冨雄（1963年）はこの説話について、「天皇家の所伝がそのまま書記されたものか、あるいは鹿島神社の伝承が採用されたものかは判らないが、おそらく其の出所は、諏訪ではなかったであろう」と述べ、諏訪の神氏には『古事記』とは全く別な神話（『信重解状』に書かれている入諏神話）があることを指摘した[148]。
- 金井典美（1982年）は『古事記』におけるタケミナカタの神話には北陸地方（高志国）の族長が山陰地方（出雲国）がヤマト王権に服属した後も反抗し続けたといった史実が反映しているのではないかと考えた。彼曰く、「（タケミナカタが）出雲からはるばる諏訪まで逃げてきたというのは、いかに神話でもしっくりしないが、北陸あたりから糸魚川あたりの水系を通って諏訪まで逃げてきたというなら、あり得そうな話である。そして高志はそれ以前出雲に服属した事実があって、ヤマタノオロチやヌナカワヒメの神話が成立したとも想像される。」[149]

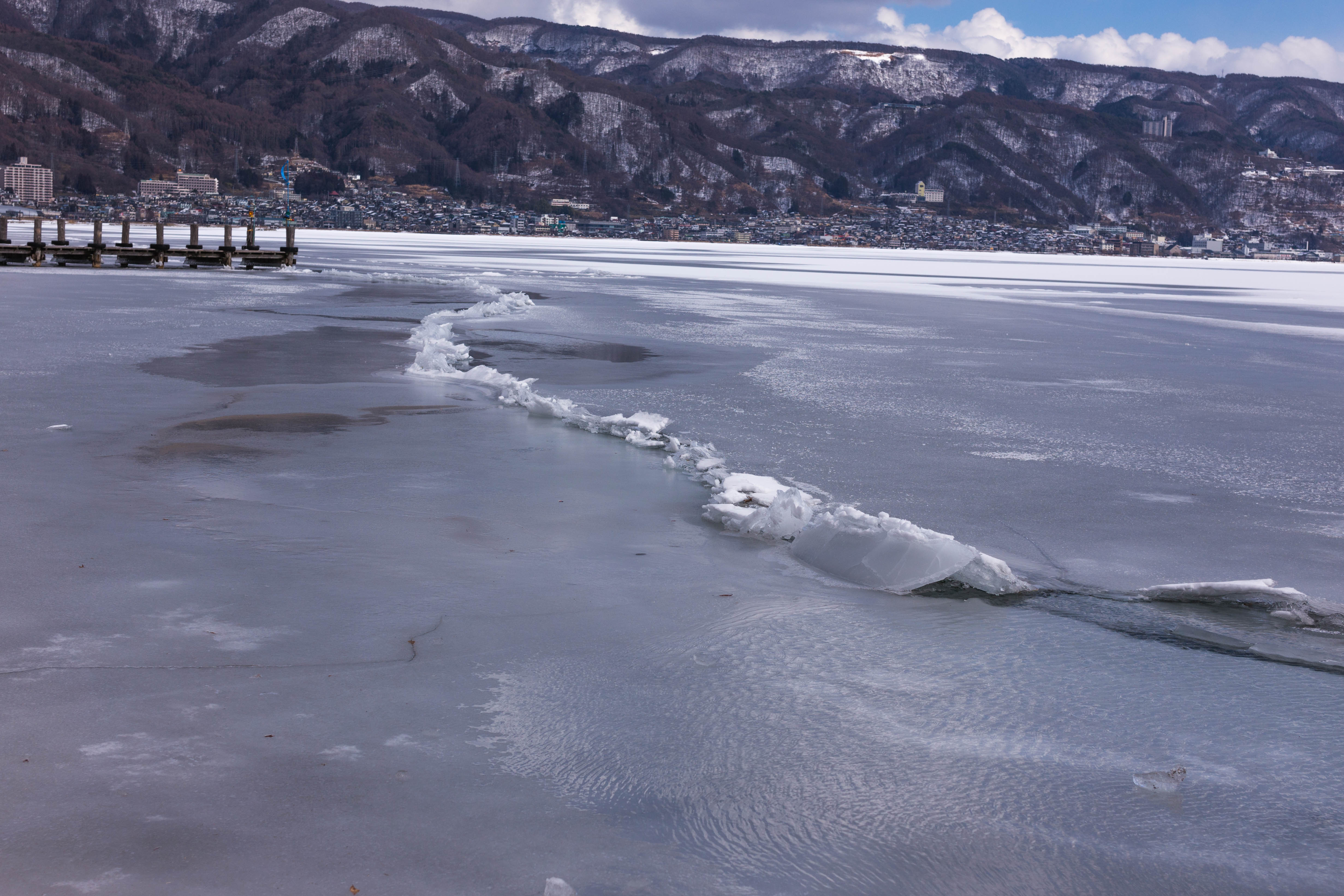
2018年に出現した御神渡り

- 松前健は、力竸べ説話が後世の「河童のわび証文」型の説話（河童（水の精霊）と人が争って河童が腕を引き抜かれ誓いをする説話）と一致することから、元々はタケミナカタが諏訪湖の水神を打ち負かす説話であったのが中央神話に換骨奪胎されたとする説を提唱した[150][151]。
- 宮坂光昭（1987年）は『古事記』に書かれている説話を諏訪に伝わる入諏伝承の脚色とみて、『古事記』の編纂に関わった、科野国造家（金刺氏）と同族関係に当たる多氏の太安万侶がこの地方神話をもとに「タケミナカタ」という神を創作して、諏訪の独特の祭神として記載したという説を唱えた[152]。この説においては、「（タケ）ミナカタ」（＝「水像」あるいは「水潟」）という神名は諏訪湖に見られる御神渡りという神秘的な自然現象に因んだ名前で、大祝代々の総称とされている[153]。
- 大和岩雄（1990年）の説によると、信濃国造家が諏訪のミシャグジ信仰をヤマト王権の神統譜に組み入れた結果、「タケミナカタ」という神名が生まれた。大和は、太安万侶が同族の科野国造家の意思を受けて、タケミナカタを大国主の子として国譲り神話に入れたと推測して、神話上のタケミナカタの敗走はミシャグジを祀る守矢氏が科野国造の勢力に敗れた事と重なっているとも指摘した[154]。
- 『諏訪市史』では、科野国造の後裔である金刺氏が始祖を同じくする系譜を持つ太安万侶に働きかけわ建御名方神についての神話を挿入させたとする[155]。
- 工藤浩（2004年）はタケミナカタを物部氏が奉斎したフツヌシに比定して、国譲り神話の原形を物部氏による出雲県（あがた）の設置に基づくとした。『古事記』におけるタケミナカタ像は、物部氏没落後に中央政界に台頭した中臣氏によるもので、国譲り神話から物部氏の影を払拭しようとして『古事記』の編纂者が天津神に派遣される使者をフツヌシからタケミカヅチに変えて、「タケミナカタ」（神名は「御県の神」というフツヌシの別称から）という神を創作して、これをタケミカヅチのやられ役にしたという[156]。
- 寺田鎮子・鷲尾徹太（2010年）は、タケミナカタをヤマト王権による日本古来の信仰の整理統一の文脈で作り出され、朝廷への服従のしるしとして諏訪に押し付けられた人格神としている。諏訪の人々は表面上この神格を受け入れたが、古来のミシャグジ信仰を捨てず、ヤマト王権の「カミの整理統合」に抗って独自の信仰を裏で発展させ続けたという[157]。なお、寺田と鷲尾は神氏を大神氏（三輪氏）の同族集団として捉えており、『古事記』のタケミナカタの敗走の話が三輪山麓を本拠としていた三輪王朝（崇神王朝）がヤマト政権（応神王朝）の確立とともに地歩を失い、東国へと分散していったこと（王朝交替説）を反映しているのはあり得るとも考えている[158]。
- 戸矢学（2014年）はタケミナカタ（建御名方）という神名を文字通り「建き御名の方」と解釈し、物部守屋に比定している[159]。この説において、丁未の乱の後に物部氏の一族（後の守矢氏）が諏訪へ逃亡して、そこで亡き守屋の霊を「タケミナカタ」という怨霊神・祟り神として祀ったとされている[160]。『古事記』の説話は、朝廷がタケミナカタを崇拝する勢力に武力放棄の誓約をさせたという出来事をもとに創作された神話としている[161]。
- 佐藤雄一（2017年）はタケミナカタ挿入説を支持しながらも『古事記』の国譲り神話の成立を天武・持統朝（7世紀後半）に求めており、『古事記』の神話では州羽（諏訪）が葦原中国の最東端として出てくることを当時の政権にとっての信濃国の重要な位置づけを反映していると考えている[162]。また、「創作された神」である建御名方神が、本来の諏訪における神（『日本書紀』持統天皇紀に見える水神としての「須波神」）に代わって信仰を集めるようになった理由を、6世紀に欽明天皇に仕え氏族として成立した金刺舎人氏が、6世紀後半に諏訪を支配するようになって以降、守矢氏と共同で祭祀を行ない、その地位を高め、それを示すのが建御名方神の神階昇叙であるという[163]。加えて、金刺舎人氏は多氏と同族であり、太安万侶を通じて『古事記』に建御名方神の神話を書かせ、壬申の乱で騎兵を率いた多品治も、信濃国で馬を飼育していた金刺舎人氏と接近し、朝廷と金刺舎人氏を結びつける役割を担ったという[163]。

#### 過去に同一視された神々
タケミナカタは過去に共通点のある神々に比定されることがあった。
- 伊勢津彦説

『伊勢国風土記』や『播磨国風土記』に登場する伊勢津彦（伊勢津比古神）は、神武天皇の東征の際に、天日別命（天之御中主神の12世孫）に国土（後の伊勢国）を譲るように迫られ、最終的に国をあとにして信濃国へ行ったといわれている。この伝承は『古事記』におけるタケミナカタの説話と似ているため、伊勢津彦をタケミナカタと同視する、あるいは関連付ける説は南北朝時代から見られる。この説を支持した本居宣長は、タケミナカタが出雲から逃亡した際に、信濃国に行く前に最初は伊勢国へ避難したと想定していた。ただし信濃国へ逃げたという記述は後世の追補記事とされる。
- 御穂須々美命説

タケミナカタは『旧事本紀』においては沼河比売の御子神とされているため、『出雲国風土記』に所造天下大神（大国主に比定）と奴奈宜波比売命（沼河比売）の御子神として登場する御穂須々美命と同一視する説もあり、平田篤胤の『古史伝』や鈴木重胤の『日本書紀伝』にはこれが採用されている。案外通りがよかったのか、一時は諏訪社の内部にまでもこの説が浸透したという。実際には、御穂須々美命を祭神とする諏訪神社は複数存在する。
- 火明命説

『播磨国風土記』に大汝命（大国主）の子として登場する火明命と同視する文献もある。タケミナカタと御穂須々美命を同一神と解した鈴木重胤は、更に進んで御穂須々美命（御火進命と解釈）の神名や母の神名（弩都比売で能登姫と解釈）から火明命に比定した。
上記のほか、『日本書紀』に登場する天津甕星、普段はタケミナカタの御子神とされる片倉辺尊、兵主神、天手力雄神、あるいは下筒男命などとも同一神とされた。

#### 力競べ

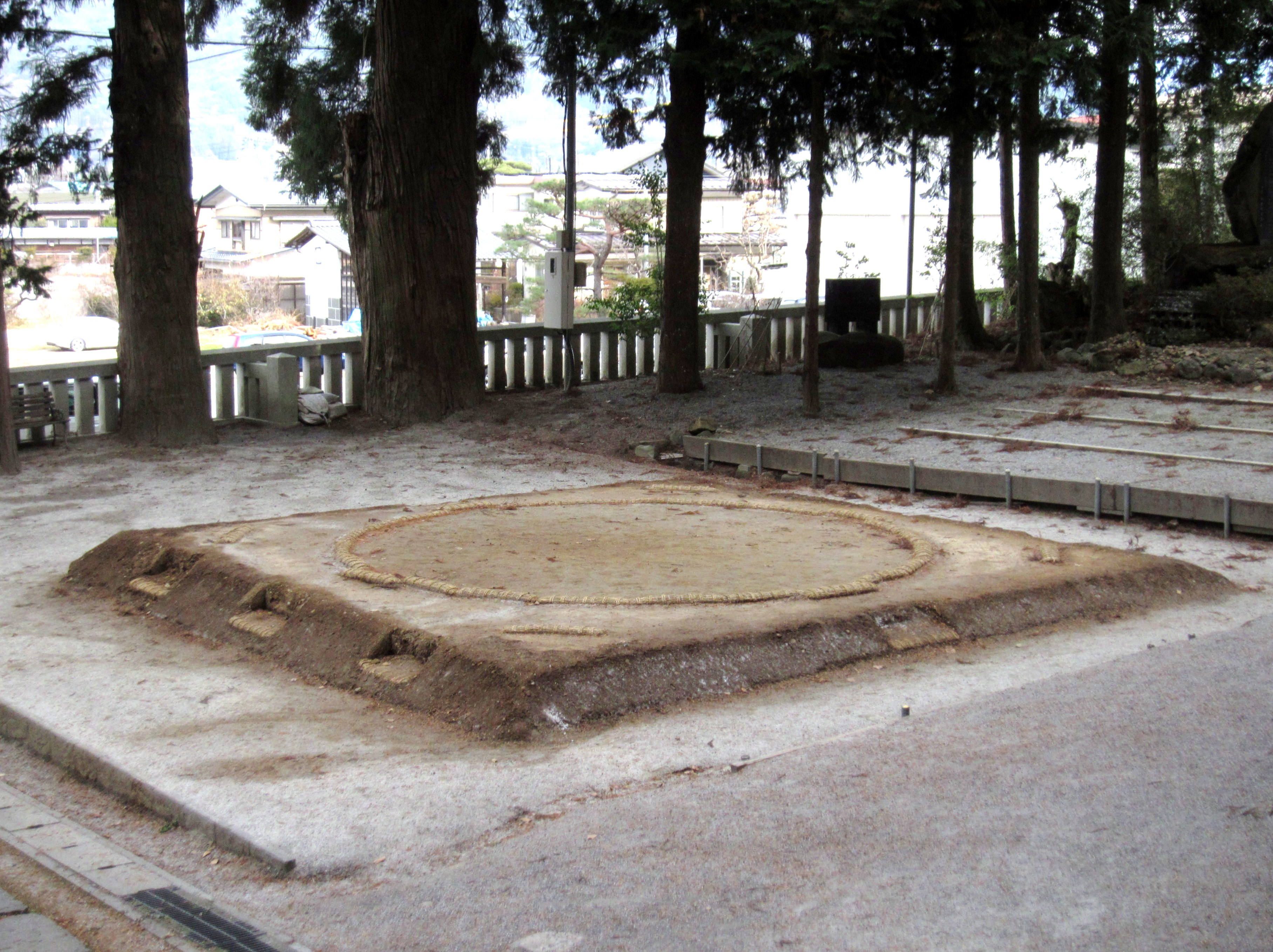
土俵（諏訪大社上社本宮）

タケミカヅチとタケミナカタの力競べは古代の神事相撲を象徴したものとする説が知られている。このことから、諏訪大社は相撲界から篤い信仰を集めている。毎年9月15日、諏訪大社上社本宮では青年力士11名が相撲踊りを奉納する行事がある。
タケミカヅチがタケミナカタの手をつかんだ時に、「若葦を取るが如く、搤（）み批（）ぎて投げ離ちたまへば、（タケミナカタが）即ち逃げ去（）にき」とあるが、タケミカヅチがタケミナカタの手（腕）をちぎり取って、それを投げ捨てたという意味と、タケミカヅチがタケミナカタの手（腕）をつかんで、タケミナカタを投げ飛ばしたという意味という2通りの解釈ができる。
タケミカヅチとタケミナカタの勝負は当麻蹴速と野見宿禰の一戦と比べて荒々しさがなく、むしろ比較的に紳士的に実施されていることから、『古事記』が書かれた時代には既に相撲ないし力比べのルールが確立しており、それを反映しているという説もある。

### 入諏神話について

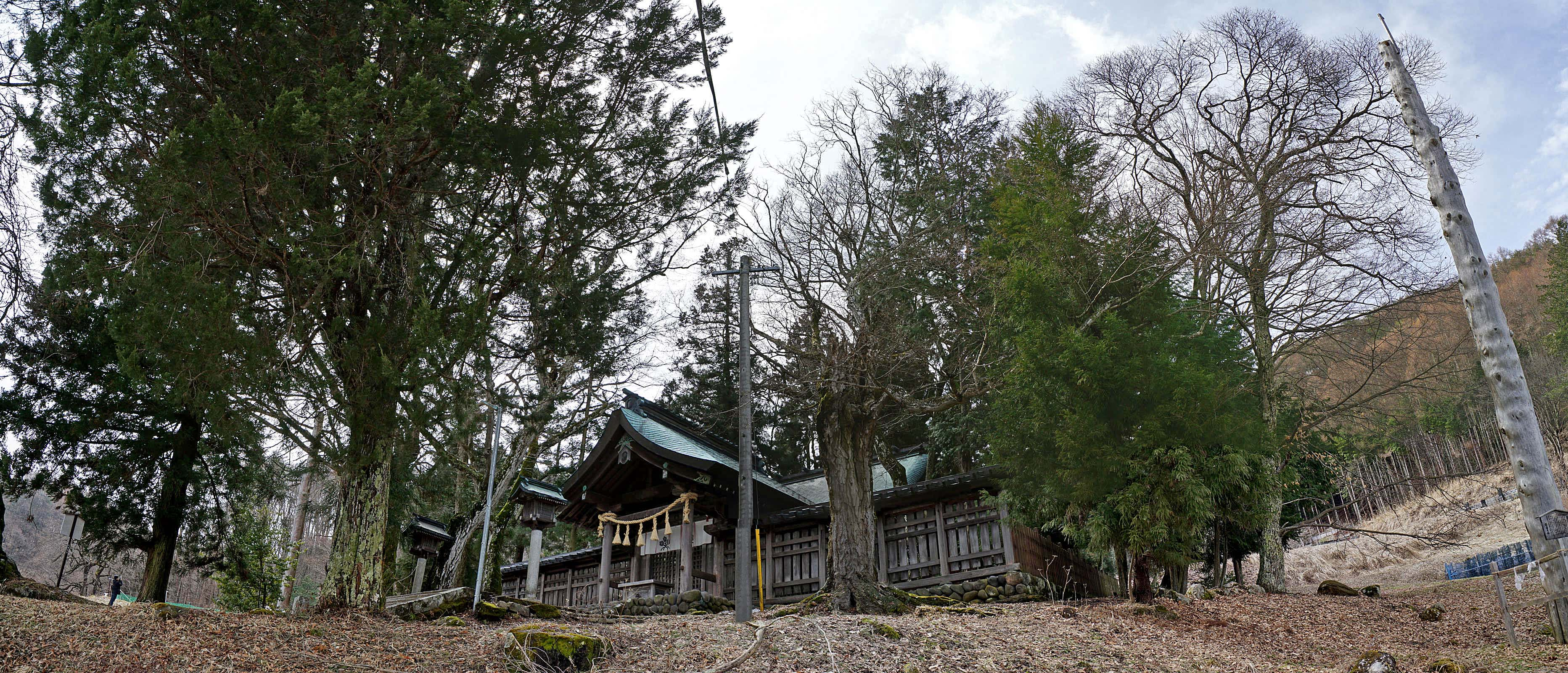
諏訪大社 上社前宮

諏訪に伝わる入諏神話は、諏訪上社の神長官を務めてきた守矢氏が外来侵入勢力（後の神氏）に降伏して統治権を委譲した出来事に基づいていると考えられている。
諏訪にやって来た神氏を稲作技術をもたらした出雲系民族（弥生人）とする説や、金刺氏（科野国造家、後に諏訪下社の社家）の分家、または大神氏（三輪氏）の一派あるいは同族とする説がある（詳細は後述）。前者の場合は入諏神話を縄文時代と弥生時代の変わり目、後者の場合は弥生時代または古墳時代に起こった出来事に基づいていると解される。

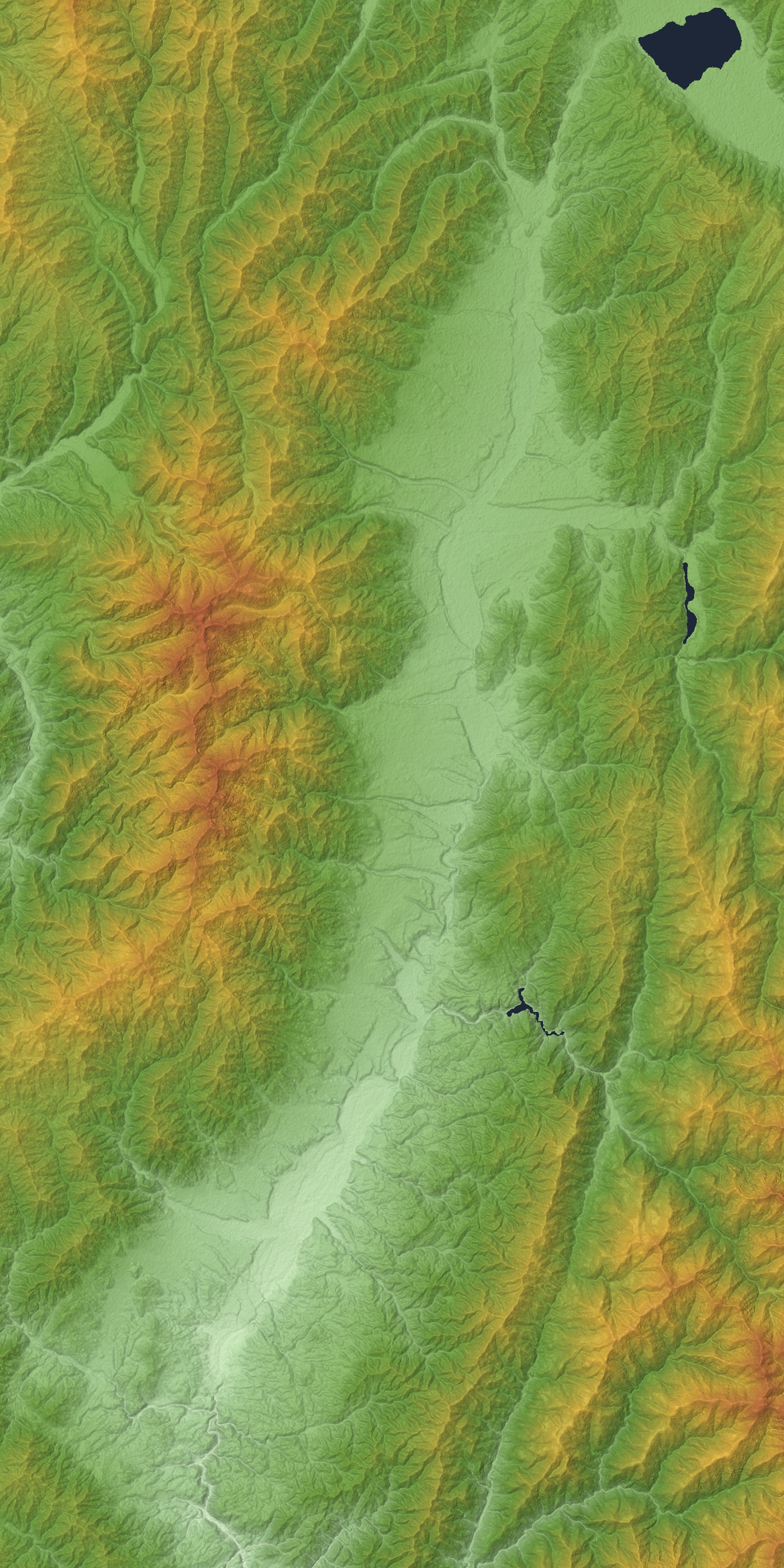
伊那谷

古墳時代中期（5世紀前半）に守屋山の麓（上社本宮の近く）にはフネ古墳が築造された。千曲川中流域や伊那谷の古墳群（この内千曲川中流域の埴科古墳群は科野国造勢力のものと思われる）とは異なり竪穴式墳墓や土器を特徴としているため、諏訪と上伊那地方を支配する強大な豪族によって作られたものと考えられている。また、この古墳から出土した蛇行剣と鹿角製品は諏訪上社の龍蛇信仰や狩猟儀礼と関係があると考えられている。フネ古墳より少し後に諏訪湖周辺に同じタイプの古墳が築造されるが、6世紀後半に下伊那の横穴式古墳文化（馬具の副葬品が特徴）が諏訪にも見られるようになり、在地型の墳墓に取って代わる。このことから、伊那谷から諏訪への馬飼集団の移動があったと推測される。
この移動した部族を金刺氏とする説はあるが、伊那谷の古墳は一つの様式で占められず、いろんなタイプがあるという指摘もある。つまり、伊那谷には一つの氏族ではなく、文化の異なるいくつかの集団（畿内の豪族とそれに結び付いた在地勢力）が存在したとも考えられる。この中に、神氏となる氏族がいたのかもしれないのである。ただしこの時期に畿内より豪族が移遷したとする文献は存在せず、また在地豪族として阿智祝部氏が見られる。一説では、伊那谷から進出した神氏（＝ミワ氏）は『和名抄』では「美和郷」といわれていた上伊那を一旦本拠とし、そこから天竜川を遡って現在の岡谷市から諏訪盆地に入った。

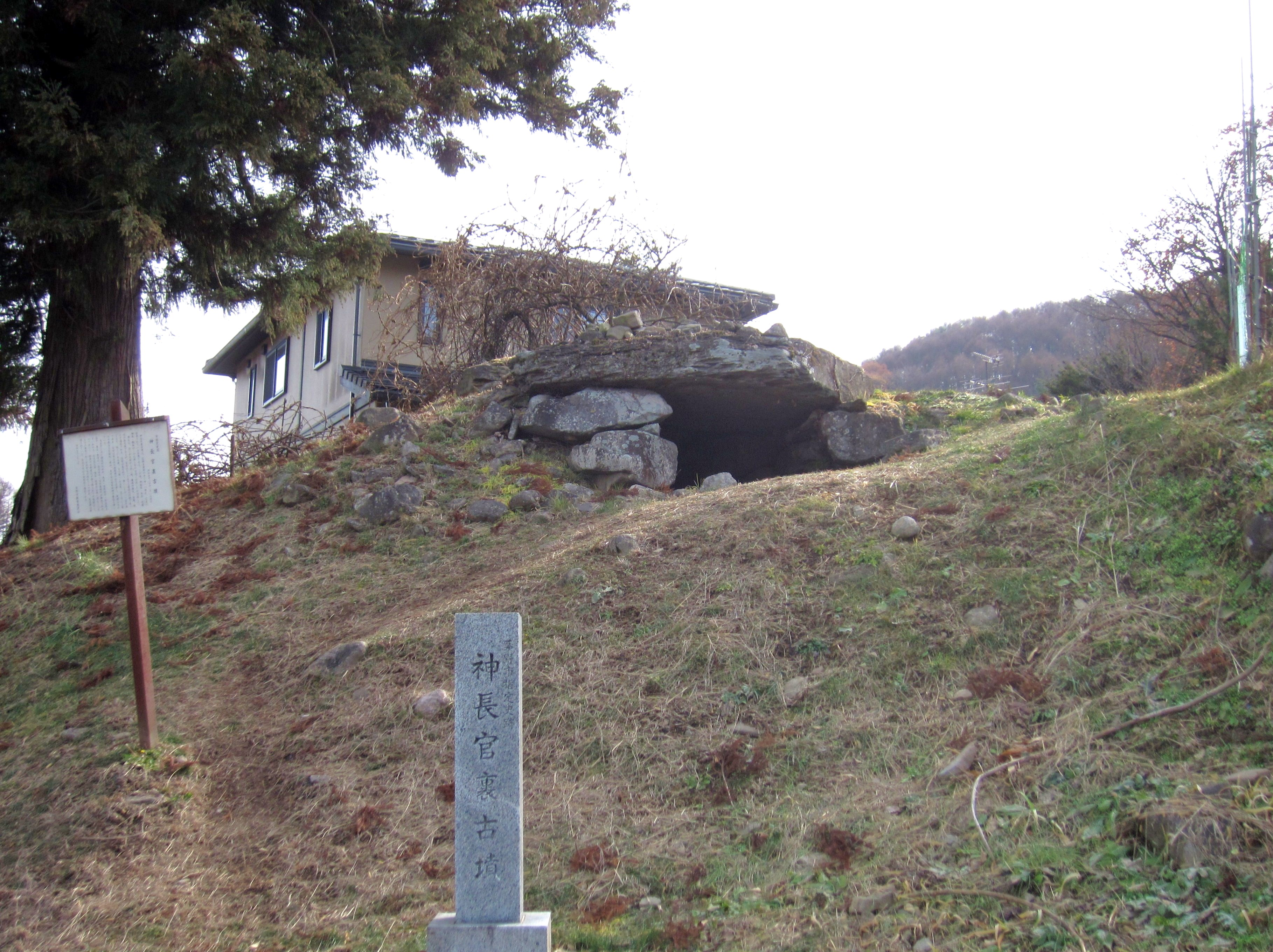
神長官裏古墳（茅野市）
物部守屋の次男・武麿の墓と伝わる7世紀中頃の古墳

入諏神話をもとに守矢氏を土着の勢力集団と考えるのが一般的だが、外部から流入してきたという説もある。物部守屋の次男が丁未の乱（587年）の後に守屋山に忍んで、のちに守矢氏に養子入りしたという伝承があり、守屋山の南麓（伊那市高遠町藤澤区片倉）にある守屋神社の膝元には物部守屋の子孫と名乗る家が多く存在することから、守矢氏を物部氏の支流、あるいは物部氏と親近関係にあった在地勢力としてみる説がある。ただし、守矢氏を神氏よりも前に諏訪の先住部族を征服して、物部守屋の末裔と名乗る勢力とは無関係かつ対立的でありながらその伝承を半ば意図的に利用した氏族とする見方もある。

#### 造作説
入諏神話は史実を反映しているという説は今やほぼ定説となっているが、中世に流布していた他の説話に影響された、あるいは中世説話をもとにして創作されたのではないかという意見も近年になって現れている。
井原今朝男（2008年）は、中世の頃には『古事記』や六国史は安易に講読できない史料であったことから、中世前期の文献に見られる「諏訪縁起」は『古事記』や『日本書紀』の影響なしに新たに編纂されたものであるという。
青木隆幸（2012年）は、入諏神話は諏訪の神に「軍神」という新たな性格が追加された際（平安末期以降）に作られたという説を挙げており、この説話を考古学的知見と結びつけようとする見解を批判している。
『信重解状』における入諏神話に洩矢神が「守屋大臣」として出てくる。また、『神氏系図（前田家本）』序文にも諏訪明神と初代大祝が「守屋」と争ったのは用明天皇の時代であったとあるが、これは丁未の乱が勃発した時代と符合する。このことから、入諏神話は中世に広く流布していた聖徳太子にまつわる伝承の影響を受けている、あるいは聖徳太子伝説をもとにして造作されたという説が挙げられている。

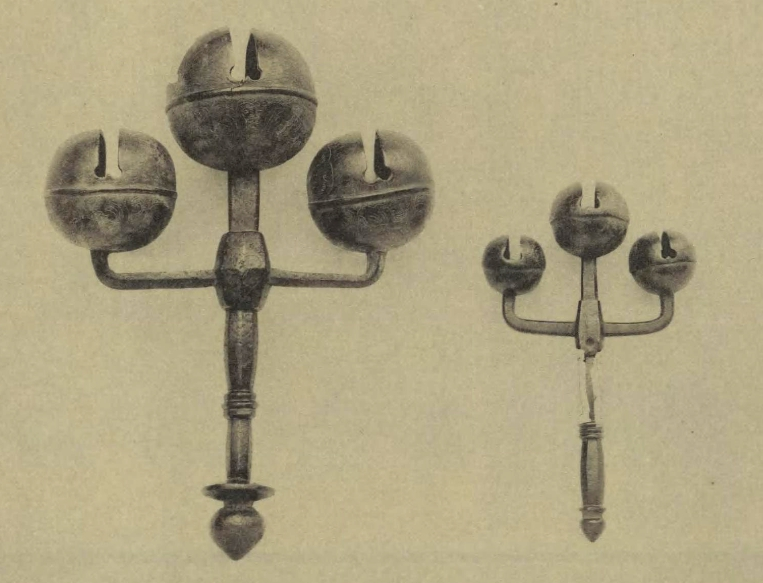
八栄の鈴

#### 『信重解状』について
『信重解状』においては、諏訪明神が神宝を携えて天から守屋山に降ったとされている。これとニニギ（天孫降臨）やニギハヤヒの天降り神話との類似点が指摘されている。真澄の鏡（銅鏡）・八栄の鈴・唐鞍・轡を持参して降臨する諏訪明神が、諏訪に横穴石室古墳文化と飼馬技術を持ってきた人々の姿と重なるという見解もある（ただし、現存する上社の神宝のほとんどが奈良・平安時代のものである）。
『画詞』よりも100年以上前に成立していたことから、『信重解状』に書かれている内容は鎌倉中期以前の諏訪上社の在り方や伝承を知る手掛かりになる重要な史料と評価された。しかし、提出先が「御奉行所」になっていること（宝治年間以前に「御奉行所」を宛先とする訴状はない）、箇条書きで祭祀の由来を詳しく説明していること（これは鎌倉時代の訴状にしては不自然）、またはほぼ同時期に書かれた『広疑瑞決集』（建長8年・1256年）には見られない、つまり時代にしてはかなり進んでいる殺生功徳論（殺生は成仏の方便という理論、詳細は後述）が出てくることなどという不可解な点が多いため、『信重解状』を後世の偽作とする見解もある。

#### 藤と鉄

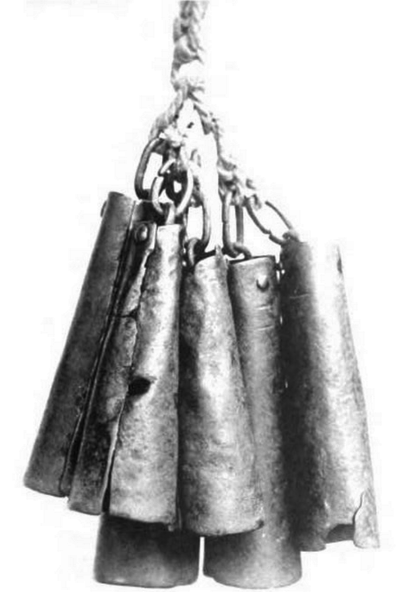
佐奈伎鈴（鉄鐸）

『信重解状』には諏訪明神と守屋大臣が「藤鎰」と「鉄鎰」を持ち出し、「懸此処引之（此処に懸けて之を引く）」とある。『解状』本文では「鎰（）」に「ヤク」と振り仮名をしてあるため、「鑰（鉤、かぎ）」の代用字と考えられる。つまり、この文は「明神と守屋は土地（守屋の所領）に鉤を引っ掛けて綱引きのように引き合った」と解釈できる。ほかには、「鎰（ここでは祭祀権を象徴する「鍵」と解されている）」での引き合いは「祭祀権の争奪戦」を表しているという見解や、「鎰」による争いを「呪術比べ」を象徴するという見方もある。
前述の通り、『画詞』では「藤鎰・鉄鎰」が「藤の枝・鉄輪」に変わっている。これは、『画詞』が書かれた時代には「藤鎰」と「鉄鎰」がどのようなもので、それによってどのような葛藤があったのか分からなくなったためと考えられる。「輪」を「鑰」の誤字（写し間違い）とする説もある。
神話上の「鉄鎰（鉄鑰・鉄輪）」は、上社に伝わる鉄鐸（さなぎの鈴）を表し、これらが守矢氏が製鉄に関わった氏族で、やはり鍛冶技術に長じた物部氏とは何らかの関係があったことを示唆するという見解もある。守屋山中にも鍛冶場の跡と思われる「鋳物師（）ヶ釜」の地名が残っている。この諏訪と鉄の関係を暗示させる事例から、真弓常忠はタケミナカタを製鉄の神とし、明神と洩矢神の争いをスズ（褐鉄鉱）から砂鉄への製鉄技法の進歩、すなわち新旧文化の対決を意味すると解釈していた。
一方、諏訪明神が手にしていた「藤」は明神自身の表象ともみられる。山本ひろ子（2016年）は、凄まじい繁茂力のある藤とそれへの強い畏怖こそが入諏神話の発祥を解く鍵とし、「〔天竜川の〕両岸からせめぎあう藤の「抗争」（絡み合い）と、土着神（守矢一族）と今来の神（神氏一族）の「抗争」。どちらか一方なくしては、こうした所伝は生まれ得なかったし、命脈を保てなかったろう」と主張している。

### 神氏と大祝について
前述の通り、上社大祝を務めた神（諏訪）氏の由来については意見が分かれており、下社大祝家となった金刺氏の分家とする説や金刺氏とは異なる家系とする説がある。
1956年に歴史学者の田中卓が発見した『阿蘇氏略系図』（『異本阿蘇氏系図』とも）と1884年に大祝家に見つかった『神氏系図（大祝家本）』をもとに、金井典美らは神氏を金刺氏の分家とする説を唱え、これは一時期主流説となった。しかし、1990年代後半に入るとこれに対する反論が出て、その上『異本阿蘇氏系図』や『大祝家本神氏系図』を偽書とする見方まで出たのである。
寺田鎮子・鷲尾徹太はこの説に対して
- 国造という政治的支配者の金刺氏が「下社」という一見従属的な位置にあると思われる社壇の大祝となっていること
- 上社には「神氏と守矢氏の二重体制」という複雑な仕組みがあること
- 本家であるはずの金刺氏が務めている下社が神階昇進においてしばしば上社の後を追っていること
- 上社と下社の信仰内容が異なること（上社の祭事はミシャグジ信仰と狩猟を中心とし、下社のは水霊信仰と稲作を中心とする）

を指摘して、「こうした要素を無視して、一つの「系図」によって「金刺氏創祀」説を唱えることは、非常に疑問を覚えざるを得ない」という批判の声を上げている。

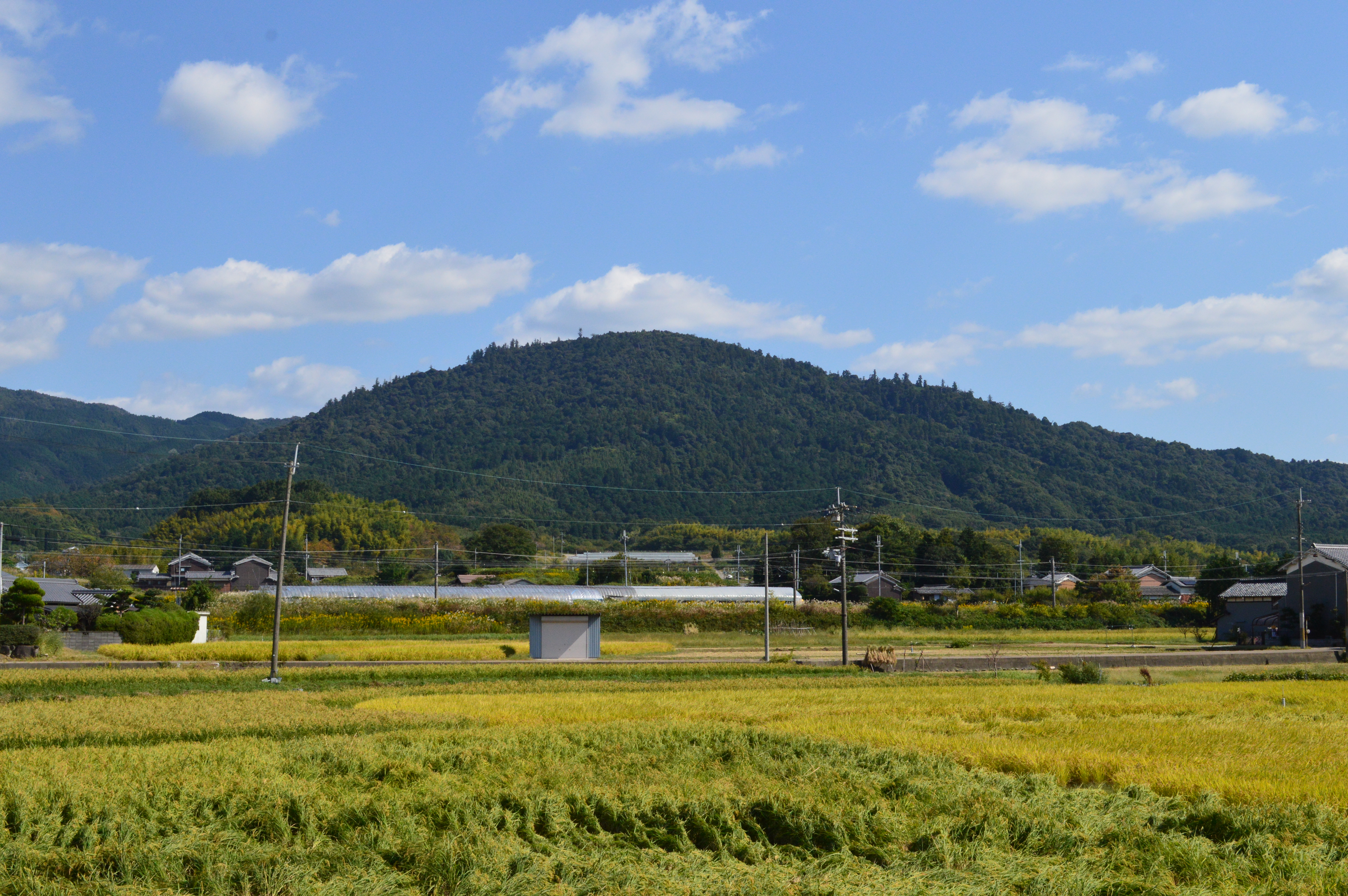
三輪山（奈良県桜井市）

金刺氏のほか、神氏は大神氏出自とする説もある。塩尻市柴宮で大神氏に関係する部族がいたと思われる三河・遠江国に見られる三遠式銅鐸の出土があり、天竜川経由での人（大神氏の同族集団か）の移動があったことを示唆する。「祝（ほうり）」という神官の呼称、「ミワ」という氏族名、または蛇信仰の存在等といった大神氏や三輪山（大物主神）信仰との共通点も指摘されている。実際には1865年（元治2年）の『諏訪神社祈祷所再建趣意書』には当時の大祝の諏訪頼武が「諏方大祝大三輪阿曽美頼武」と名乗っていた。
『日本書紀』から持統朝（7世紀後半）には既に諏訪の神が朝廷から篤い崇敬を受けていたことがうかがえるのに対して、前記したように多くの記録が神氏の始祖の有員が9世紀初頭の人物としているという問題がある。本当の初代大祝を用明朝（6世紀末）の神子（乙頴）とする『大祝家本神氏系図』と『異本阿蘇氏系図』の記述を受け入れる説のほか、上社の大祝となる童男は元々特定の一族ではなくダライ・ラマのように上社周辺の氏族から選ばれていたが、平城天皇の時代に上社が下社の金刺氏に倣って世襲制に替わったという大和岩雄の説がある。
今までの研究では、上社大祝を現人神とする信仰は古代からのもので、原始信仰の名残とするのが一般的であった。これに対して、津田勉（2002年）と井原今朝男（2008年）は大祝を権威や権力から超越した現人神とする思想の成立は神祇制度下では不可能と指摘し、むしろ鎌倉時代に出来上がったものとみるべきであると提唱している。
青木隆幸（2012年）は、大祝に関わる伝承やその即位式を中世に発生したものとしている。なお、幼童を大祝に当てるというのは『画詞』成立以前には見られないため（『信重解状』にも初代大祝の年齢が書かれていない）、8歳にして諏訪明神に選ばれた有員を7歳に大祝となり、8歳に復位した諏訪頼継（諏訪時継の子）をモデルにした『画詞』を編纂した諏訪円忠による創作と主張している。また、これと一致している乙頴を「諏訪大神大祝」とする『異本阿蘇氏系図』の記述は後世の付加と推測している。

## 妻・子孫

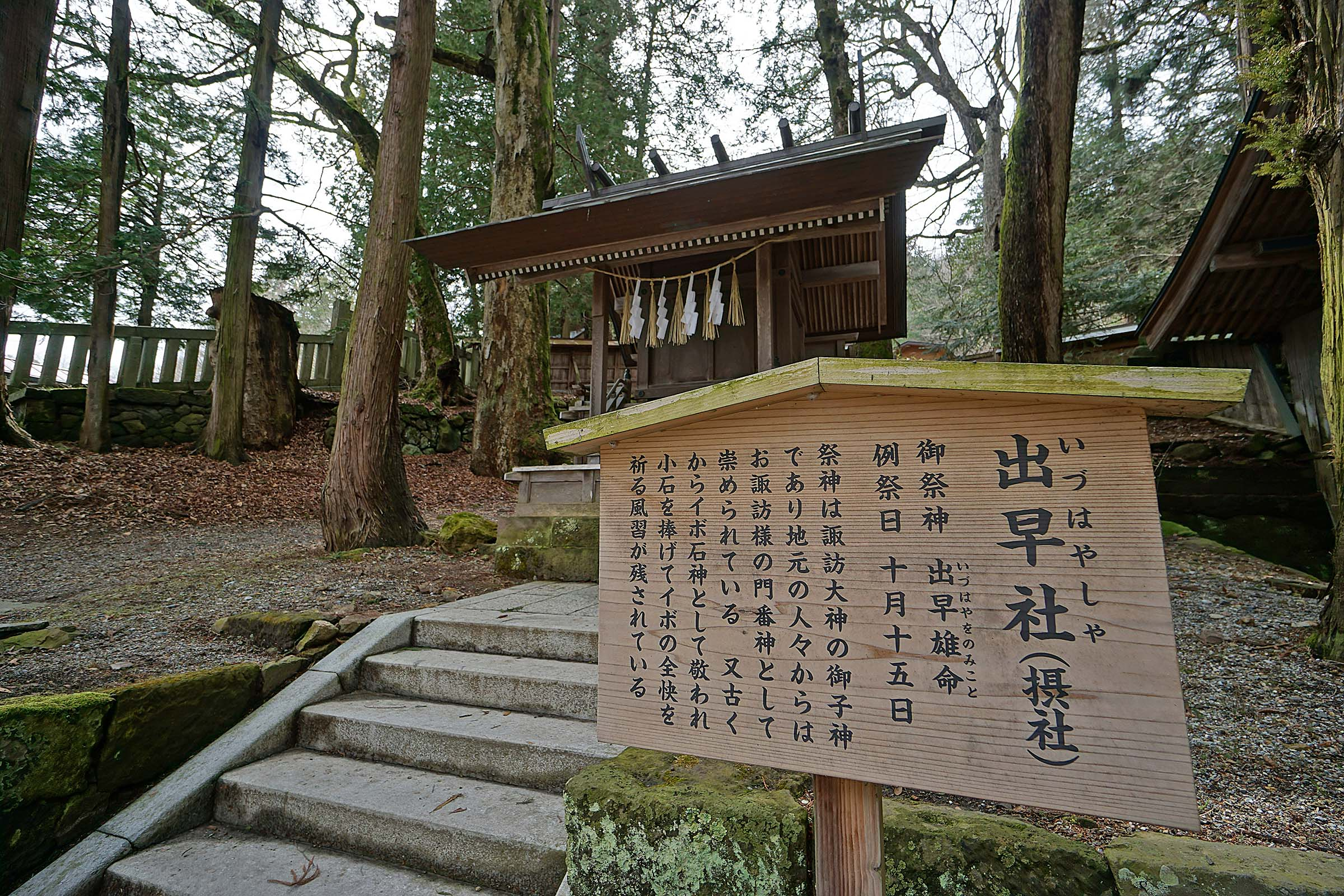
出早社（上社本宮）
祭神は諏訪大神の御子神である出早雄命

### 妃神
タケミナカタの妻とされるのは下社の主祭神・八坂刀売神（）である。

### 御子神
タケミナカタとヤサカトメの間に生まれた御子神の数は資料や各地神社の由緒によって違いがあり、すべての神名を拾ってみると、おおよその二十五柱の御子神が確認できる。また、異名による重複が含まれている可能性も非常に高い。
一例としては、山田肇（1929年）に記されている21柱の御子神をここで挙げる。
- 神別命（） - 健御名方富命彦神別神社の祭神。
- 八重隈根命（）
- 出早雄命（） - 上社境内、諏訪郡長地村西山田区（現在の岡谷市）にある下社摂社・出早雄神社[226]の祭神。大祝諏訪氏の祖。
- 片倉辺命（） - 御子神の児玉彦命（）が千鹿頭神を継いで守矢氏の祖となったという。
- 池生命（） - 矢島氏の祖、東筑摩郡宗賀村（現在の塩尻市）池生権現（池生神社）の祭神。
- 八杵命（） - 小出氏の祖。
- 須波若彦命（） - 遠江国見附町の洲羽若彦命神社（淡海國玉神社か[227]）、諏訪郡湖南村真志野村（現在の諏訪市[228]）の習焼神社の祭神。
- 恵奈武耳命（）
- 意岐萩命（）
- 蓼科神（）
- 奥津石建神（）
- 別水彦神（）
- 守達神（）
- 高杜神（） - 下高井郡（現在の中野市）の高杜神社[229]の祭神。
- 殖春神（）
- 大橡神（）
- 妻科媛命（） - 長野市の妻科神社の祭神。
- 妻耶美豆媛命（）
- 足媛神(多留姫神)（） - 諏訪郡玉川村 (長野県)（現在の茅野市）の足媛神社の祭神。
- 雛若媛神（）

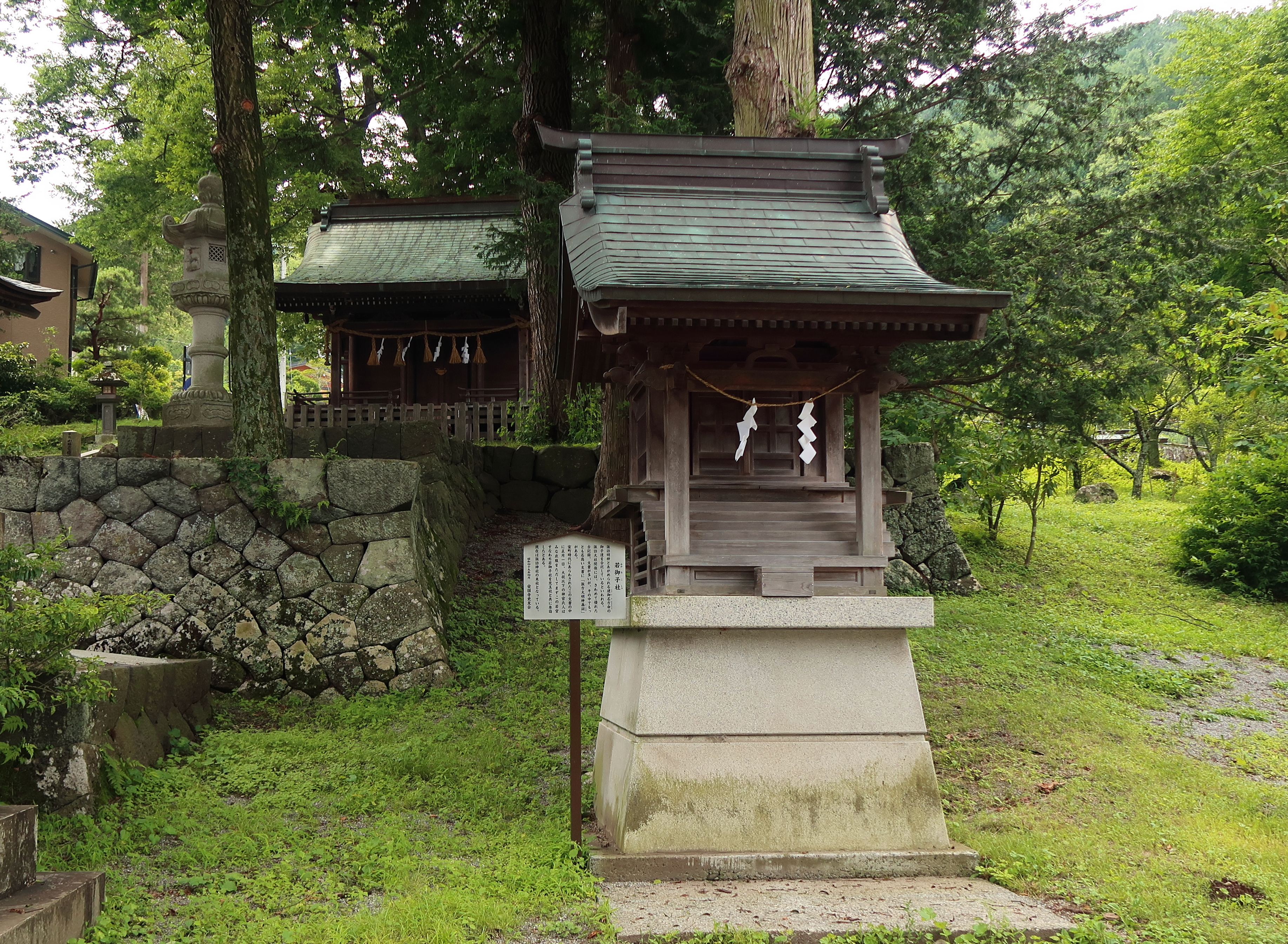
若御子社（上社前宮）

上社前宮境内にある若御子社に祀られている22柱の御子神は次の通りである。
- 建御名方彦神別命
- 出早雄命
- 意岐萩命
- 妻科比売命
- 守達神
- 池生神
- 須波若彦命
- 片倉辺神
- 蓼科神
- 八杵命
- 内県神
- 外県神
- 大県神
- 恵奈武耳命
- 高杜神
- 妻岐萩命
- 都麻耶美豆比売命
- 奥津石建神
- 多都若比売神
- 垂比売神
- 竟富角神
- 大橡神

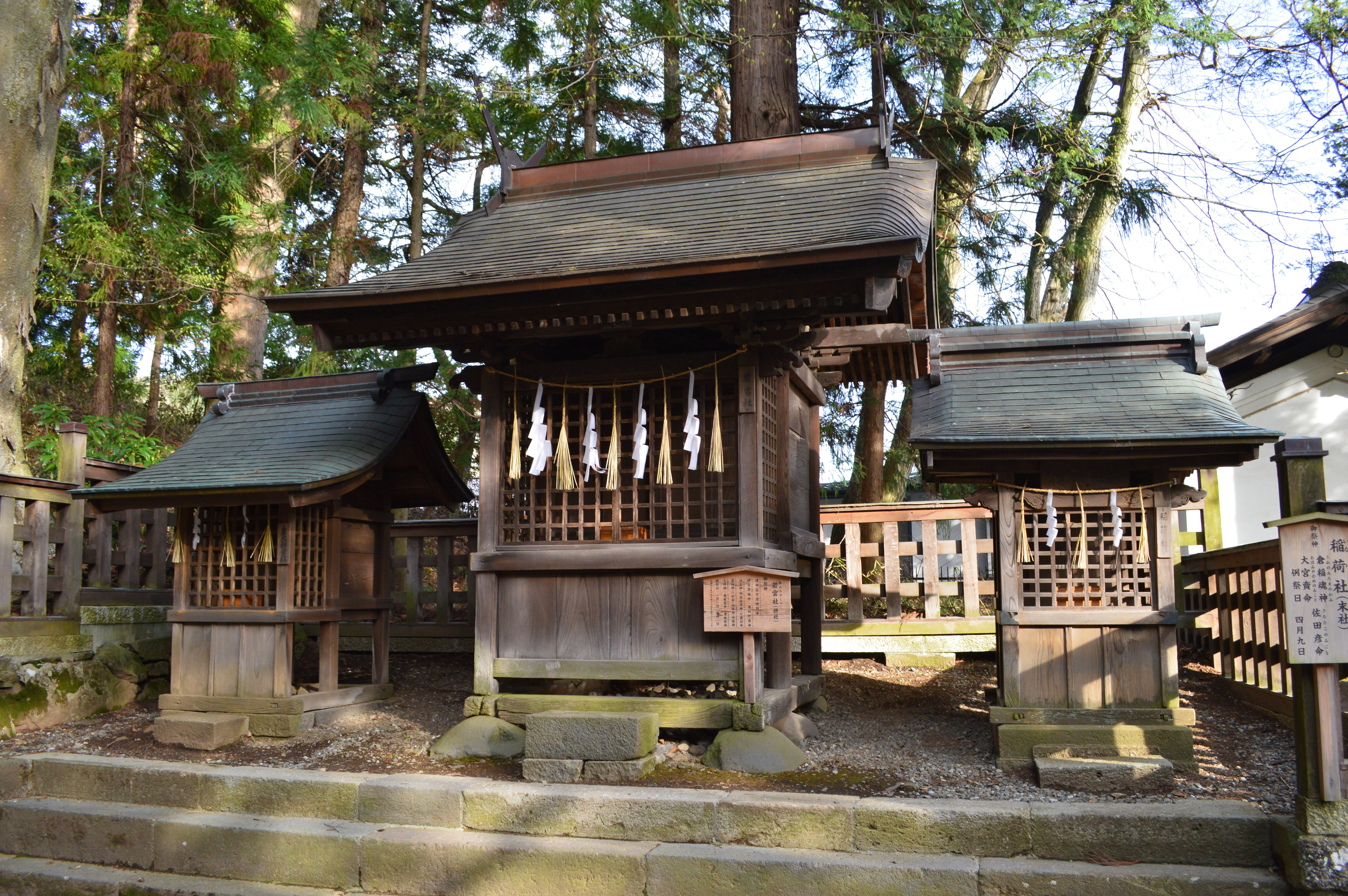
若宮社（下社秋宮）

下社の春宮と秋宮の境内にある若御子社、または秋宮付近にある若宮神社には13柱の御子神が祀られている。更に諏訪郡内に10社ある「十五社神社」にはタケミナカタ・ヤサカトメ・御子神13柱（合計15神）が鎮座されている。また、須波若彦命を祀る習焼神社のように、単独で祀られる場合もある。さらに、御子神を祀る神社も諏訪群外にも数多く存在する。
現在に伝わる御子神たちの名称をはっきりと記すのは『諏訪旧蹟誌』（江戸末期成立）が最初だが、嘉禎年間の奥書を持つ『根元記』と『祝詞段』には「小波木」「コハキ」（興萩命）、または「イスハイ」「イスハエ」（出早雄命）という神名が見られる。また、平安時代に編纂された『日本三代実録』には、安達神（宇達神とも。守達神か）、妻科（地）神、馬背神、会津比売神（かいづひめのかみ）、草奈井比売神（くさないひめのかみ）、八県宿禰命神（やつあがたすくねのかみ）、出早雄神、蓼科神、池生神、槻井泉神と、孫神とされる神も含め十柱の名が確認できる。
一般に、諏訪御子神の多くは国学が流行した江戸後期に「再発見」されたもので、実はそう古くはないと考えられるが、「13柱の諏訪御子神」という概念の原型が中世には既に確認できる。室町時代の神長官守矢満実が書いた文書では、春の御頭祭で大祝の代理となる6人の神使（）や御左口神（）のほか「十三所（王子）」を諏訪明神の王子神とされている。
「十三所（王子）」とは、上社の摂末社群の祭神、あるいは後世でいう「13柱の御子神」のことであると思われる。『上社物忌令』「波陬六斎日」にも「大明神・十三所王子・御左口神」が礼拝の対象として併記されている。『諏方大明神画詞』における坂上田村麻呂の安倍高丸征伐のくだりにも「十三所王子」が諏訪明神とともに登場している。

#### ミシャグジ
守矢満実の記述で見られるように、諏訪上社の祭事に登場する「御左口神」（ミシャグジ）も中世の諏訪では諏訪明神の御子神（王子神）あるいは眷属神と認識されたと見られる。近代に入ると「御左口神」という神名は「御闢地神」、すなわち「土地開発の神」と解釈され、土地開発の功を立てたとされる13柱の御子神の総称と理解されていた。明治時代の神社明細帳では、諏訪地域内にあったおよそ40のミシャグジ社のほとんどがタケミナカタ（諏訪大神）の御子神を祀る神社として記録されており、中には「健御名方命御子」として「御射宮司神」の名を挙げる一社まである。また、『守矢神長古書』には「当社にて御社宮神というのは皆御子孫の事言う也」とある。

## 霊廟
| 年       | 建御名方神           | 八坂刀売神     |
| -------- | -------------------- | -------------- |
| 842年    | 無位勲八等 →従五位下 | 無位 →従五位下 |
| 850年    | 従五位上             | 従五位上       |
| 851年    | 従三位               | 従三位         |
| ?        | (従三位→正三位?)     | --             |
| 859年1月 | 正三位勲八等 →従二位 | 従三位 →正三位 |
| 859年2月 | 従二位勲八等 →正二位 | 正三位 →従二位 |
| 867年    | 正二位勲八等 →従一位 | 従二位 →正二位 |
| 神名帳   | 名神大               | 名神大         |

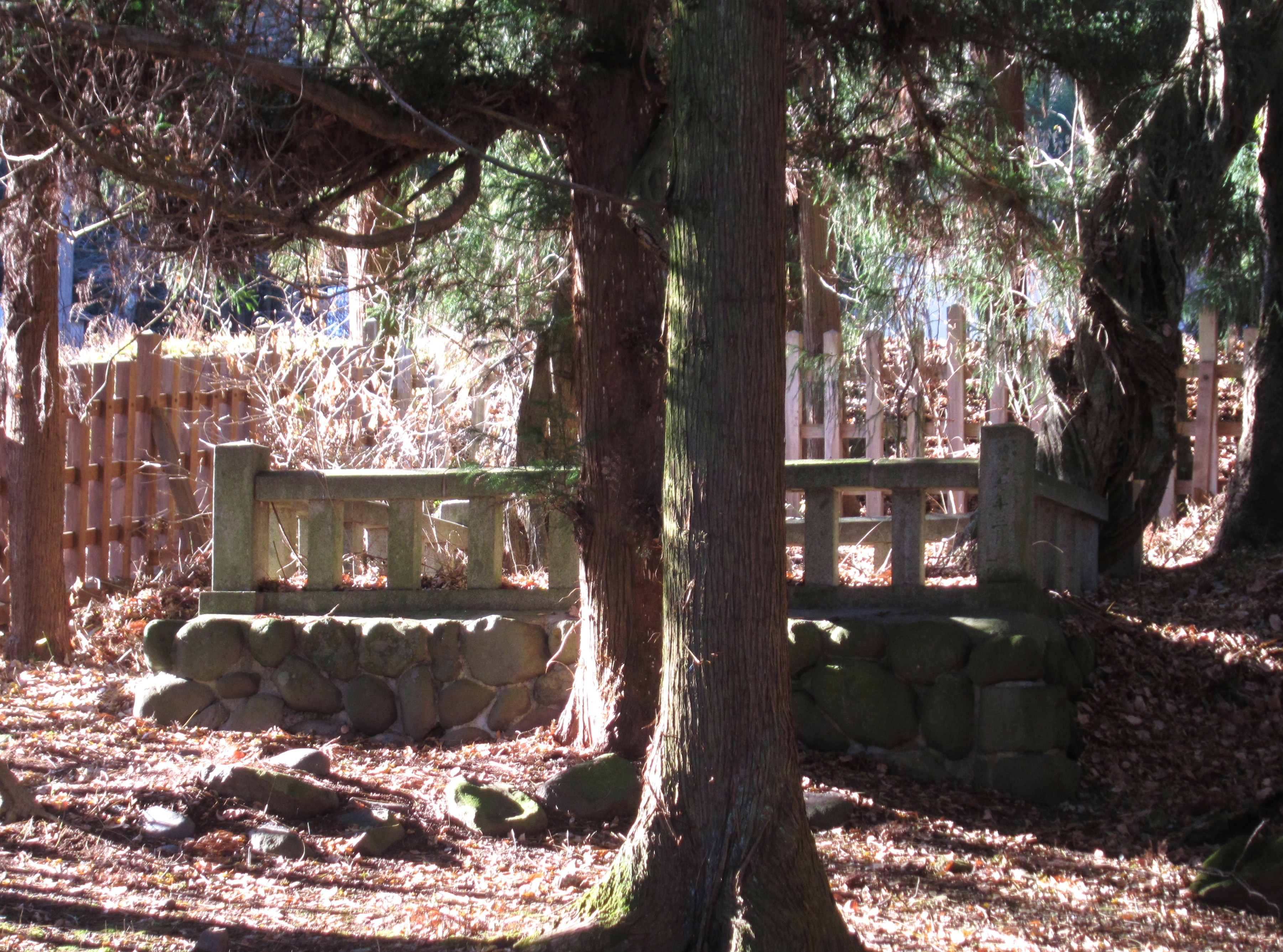
神陵伝承地（上社前宮）タケミナカタまたはヤサカトメの墓（神陵）と伝わる。

国史にも見えるタケミナカタの霊廟としては、諏訪大社（長野県諏訪市ほか、信濃国一宮）が知られる。『古事記』ではタケミナカタが「科野国州羽海」まで追われた旨は記されているが、現在で言う諏訪大社との関わりについては記されていない。諏訪大社に鎮座する旨が明記されているのは、『旧事本紀』「地祇本紀（地神本紀）」のほうである。
国史や『延喜式』神名帳等で同社の神名は「建御名方富命神」・「南方刀美神」等と表記され、神階は順次昇叙のうえ貞観9年（867年）に従一位勲八等に達している。かなり急速に昇位するが、当時（9世紀）大活躍していた金刺氏の大きな力があったと考えられる。
諏訪大社のほかに『延喜式』神名帳に見られるタケミナカタとの関連が推測される神社として、信濃国水内郡の健御名方富命彦神別神社と阿波国名方郡の多祁御奈刀弥神社がある。後者は単に「雄々しく港を守る神」の意味とする説があるが、系譜や氏族の動向、近辺の神社からも大神氏族系の人々が祀った可能性が高く、諏訪氏と別族（長国造）がタケミナカタを祀った神社と見る説もある。

### 祭神の配当
古くから上社は男神、下社は女神とする信仰が一般的に伝わっているが、中世から近世にかけては混乱が生じ、タケミナカタを下社に、兄神のコトシロヌシを上社に当てる場合もあった。現在は、タケミナカタを上社本宮、ヤサカトメを上社前宮の祭神とする場合がある。一方、下社の方ではヤサカトメとともにタケミナカタが主祭神となっており、コトシロヌシが配祀されている。

## 信仰
タケミナカタは、前述の諏訪大社のほか、諏訪大社から勧請された全国の諏訪神社で祀られている。軍神のほか、農耕神・狩猟神・風の神としても信仰された。

### 風の神として

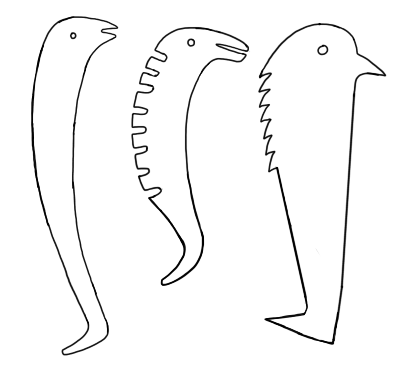
薙鎌

『日本書紀』の持統天皇5年（681年）8月の条に、「使者を遣わして、龍田風神、信濃の須波・水内等の神を祭らしむ」とあり、諏訪の神は奈良時代以前に既に朝廷に風の神・水の神として崇敬されていたことが分かる。その影響か、平安時代に入ると諏訪には風鎮めを祈願した「風の祝（ほうり）」がいるという流説が広まった。
諏訪地方には古くから、暴風を凪ぎる（鎮める）ために鎌を竿の先に結びつけて風の方向に立てる習慣があるが、このために使われる鉄製の薙鎌（なぎかま）は諏訪明神の御神体ないし御神幣とみなされる場合もある。薙鎌は蛇（龍）または鳥にも見える形をしているが、これは五行思想では金気（鳥＝酉は金気）が木気（風）に勝つもの（金剋木）と考えられていたからである。
御柱祭関連の祭事にも薙鎌が用いられる。上社の方では、御柱用材を正式に見立てる際には薙鎌が木に打ち付けられる。一方、御柱祭の前年に北安曇郡小谷村にある大宮諏訪神社には下社神職（明治時代までは下社大祝）が「薙鎌祭」を行い、1枚の薙鎌を奉納する。この翌日、信越国境にある戸土諏訪神社の杉の神木に薙鎌を打ち付ける神事が行われる。上社里曳きの初日に御柱を迎える神輿にも薙鎌が2枚あり、かつては上社造営（社殿の建て替え）の時に新築の宝殿にも打ち付けられた。
『画詞』には「薙鎌、衆魔催伏の利剣なり」とあるように、薙鎌には諸悪（台風・土砂災害など）を抑え付ける効力があると信じられ、以上のように木や建物を守る魔除けとして使用された。このほかに、諏訪大社の分社を行う際、御霊代として薙鎌が分与されることもある。

### 狩猟・農耕の神として

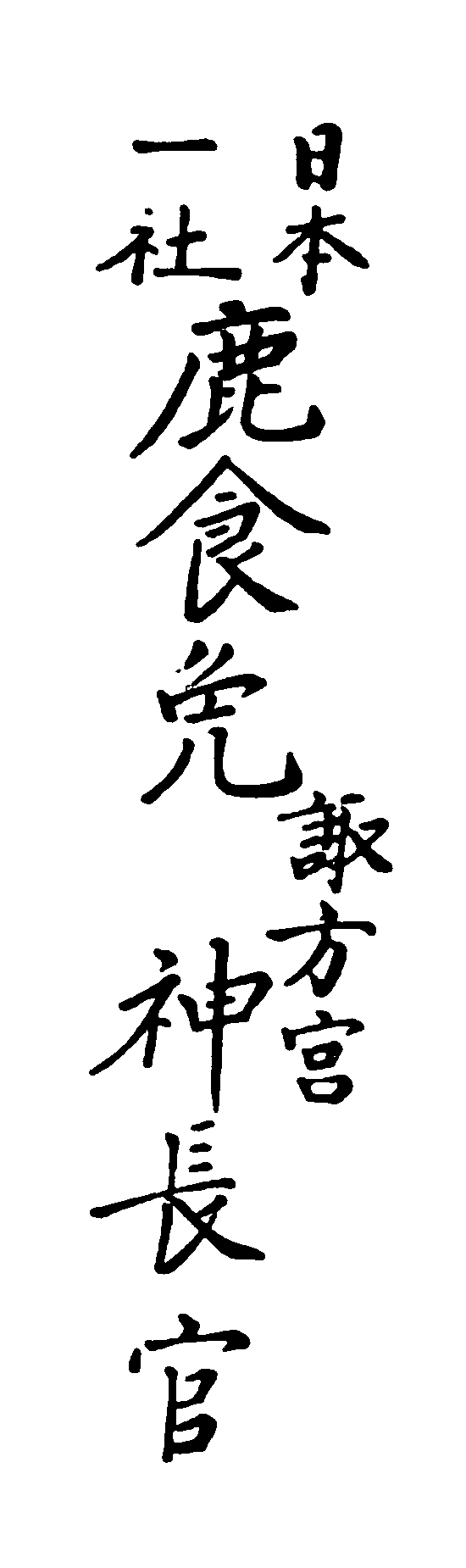
鹿食免

太古の諏訪湖は現在よりも水位が高く、湖北の一部を除いては稲作に適した平野がなかったことから、往時は狩猟採集は基礎文化であり、鹿、猪、兎等は日常的に食べられていた。この日々の現実は、諏訪の神の「狩猟神」という性質の形成につながる。

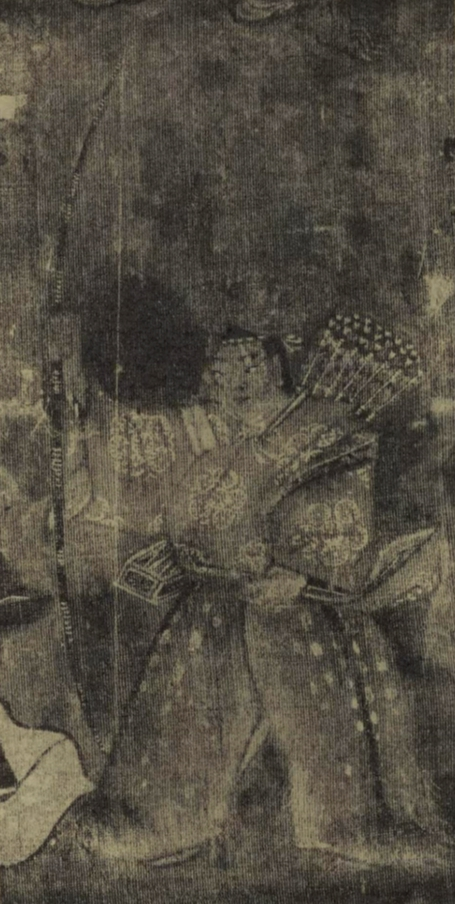
狩装束をまとった諏訪明神

農耕の普及につれて、頻繁に行われたであろう狩猟が整序され、儀式化してしまう。八ヶ岳山麓にある諏訪社の狩り場「神野（こうや）」は一般は入ることの許されない禁足地と化し、皮肉なことに一般民衆の狩猟を制限して、民衆を半ば強制的に農耕文化へと移行させることとなった。
上社には古くは年中四度の御狩神事があった。
- 押立御狩（おしたてみかり）神事（五月会、5月2日～4日）
- 御作田（みさくだ）狩押立神事（6月27日～29日）
- 御射山（みさやま）御狩神事（御射山祭、7月26～30日）
- 秋庵（あきお、闢盧・秋尾とも）御狩（9月下旬）

このほか、1月4日には小規模の打向御狩神事（筆用の毛を採るために行われる）があった。また、年四度の御狩には正式に含まれていないが、正月元旦の蛙狩神事は「生贄の初め」とされた。
東南アジアでは稲作儀礼には動物供犠が付随することが多く、古代日本においても稲作のために動物が生贄として捧げられる事例がいくつか確認できる。上社では6月下旬の御作田御狩で獲た贄を奉納した直後に田植神事があり、7月の御射山祭の後に憑（田の実）神事があり、9月の秋庵御狩の際に新嘗があり、狩猟神事と農耕神事がセットで行われている。なお、御射山祭は本来、水霊信仰・稲作信仰を原点とする下社固有の（狩猟・供犠を含めたであろう）農耕祭事であり、稲作においては後進であった上社がこれを馬術・狩猟中心の祭りとして模倣したとも考えられている。

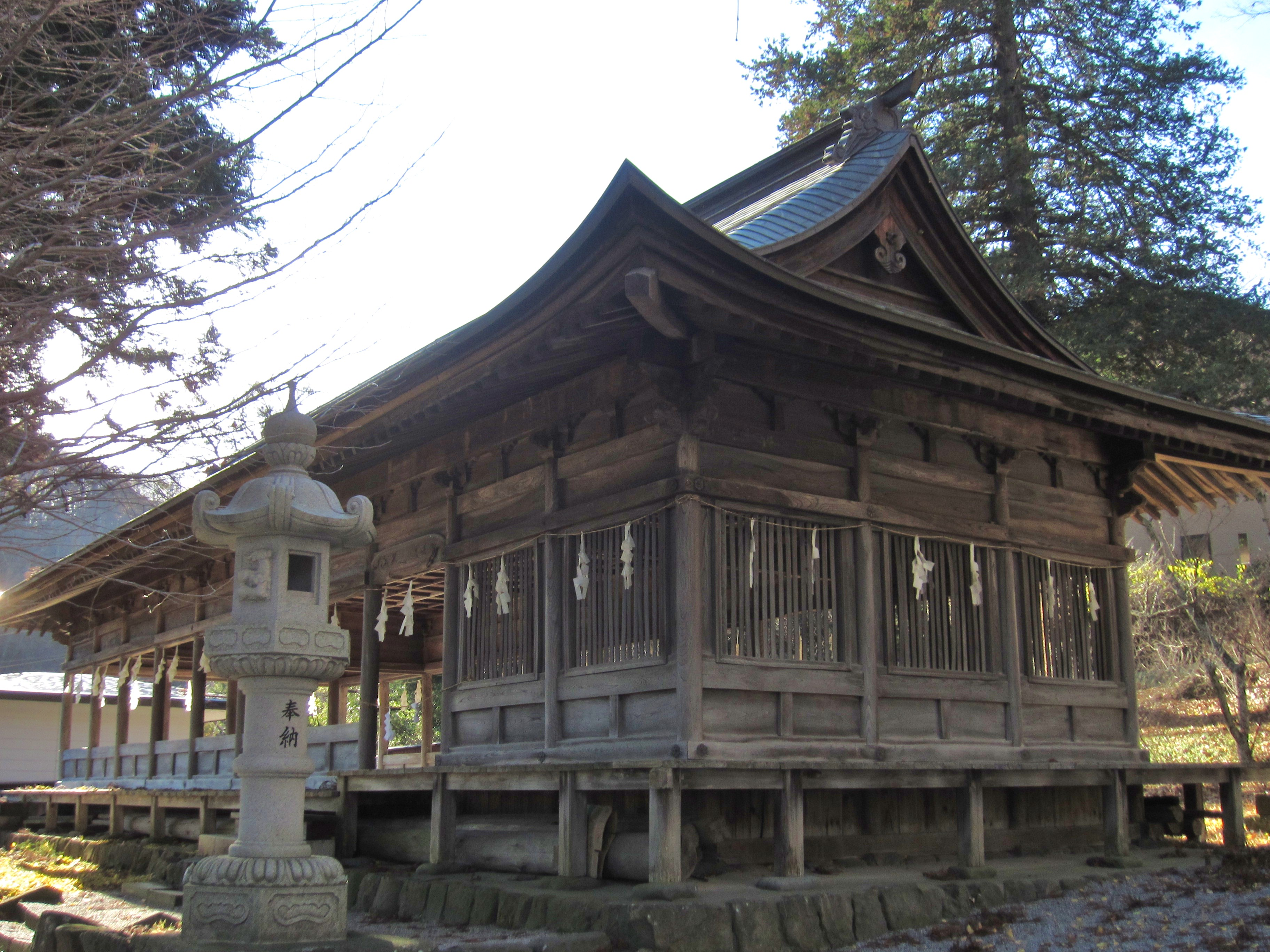
十間廊（上社前宮）
古くは「神原（ごうばら）廊」とも呼ばれた。春の御頭祭がここで行われる。

春に行われる上社最重要の神事の大御立座（おおみたてまし）神事（御頭祭）にもこの狩猟と稲作の一体化は見られる。神使（おこう）と呼ばれる6人の男児が大祝の代理として湛（たたえ）というミシャグジ降ろしの聖地で鉄鐸による豊作の請け負いをする農耕儀礼であるが、出発以前には鹿、猪、兎、そして魚介類などが神饌として献じられ、それを参加者一同がいただく饗膳式があった。更に、神使が湛廻りから帰ると野火をつけて真志野村の野焼社（現在の習焼神社）で神事を行い（酒と「折骨」、すなわち鹿のももが奉納される）、最後に田植えの真似をする。
「鹿なくては御神事はすべからず」といわれるほど、上社の祭事には鹿は欠かせないものであった。中世の大御立座神事で供えられる75頭の鹿の頭や、鹿角製の宝印等から上社における鹿の重要性がうかがえる。上社本宮付近のフネ古墳にも、鹿角で作られた剣の鍔や刀子の柄が発見されている。
昔は狩猟儀礼や動物供犠は諏訪だけでなく、ほかの地域にも行われていた。無住一円の『沙石集』「生類を神に供る不審の事」から、鎌倉時代には諏訪社のほかに宇都宮（二荒山神社）にも鹿と鳥が贄として捧げられたことが分かる。また、最近までは西宮神社、松尾大社、熊野大社、熱田神宮、阿蘇神社等にも形ばかりの御狩神事があった。しかし、仏教の浸透とともにしだいに動物の殺生や肉食が敬遠されるようになり、狩猟神事も少なくなっていたが、諏訪は別であった。こうして狩猟を司る諏訪明神は「肉食を許す神」として篤い信仰を集めるようになった。
鎌倉幕府が1212年（建暦2年）に守護・地頭の鷹狩を禁じた際、「信濃国諏方大明神御贄鷹」のみを除外し、その後さらに五月会と御射山祭の場合のみ許すといった指令を下したが、この禁止令は中々順守されなかった。むしろ、これを契機として諸国の武士が各地で諏訪神社を勧請し、その御贄鷹として「諏訪流鷹狩」を行った。また、何らかの理由で肉を食料とせざるを得ない人々（穀類が中々生産できない山間地に住む人々など）には上社の社家が頒布していた「鹿食免（かじきめん）」と「鹿食箸」と呼ばれる肉食の免罪符は人気があった。上社が毎年御師（諏訪神人）を派遣して、諸国を巡ってこれを配った。更に、殺生罪を取り除く「諏訪の勧文（かんもん）」と呼ばれる4句の偈は猟師の滅罪の唱文として拡まった。

### 神仏習合

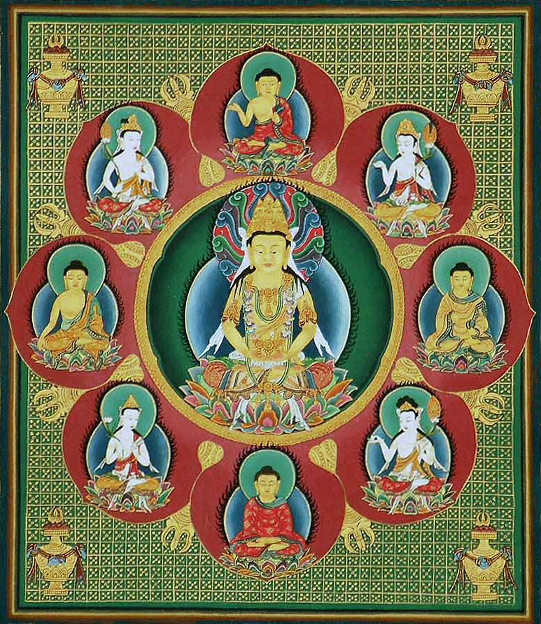
中台八葉院（胎蔵界曼荼羅）
諏訪大社の神々は右上の普賢菩薩と左下の観音菩薩と習合された。

本地垂迹説が広まると、上社の男神は普賢菩薩、下社の女神は千手観音の垂迹とされていた。『画詞』によると、
諏訪盆地の地形が胎蔵界曼荼羅の中核をなす中台八葉院と比定され、諏訪湖（＝中尊の大日如来）の東南にある上社の地点には右上の普賢菩薩、その北西にある下社には左下の観音菩薩が配された。上社と下社をそれぞれ胎蔵界と金剛界とみたてることもあった。
諏訪に本地垂迹説が入った時代に、上社本宮には4つの別当寺（神宮寺・如法院・蓮地院・法華寺）ができ、守矢氏の神長は両部神道を学び祭事に密教要素（真言・印相など）を導入して、天皇の即位灌頂や神道灌頂を参考にして大祝の即位式を密教風にした。また、上社本宮の拝幣殿の奥には南天鉄塔をもとにした「石之御座多宝塔」（「お鉄塔」とも）と呼ばれる石製の仏塔が安置され、大祝のほかに神体に相当するものとして篤く崇敬された。毎年1月15日にこの塔に『法華経』を納める仏事が行われていたが、納められる経巻は龍神（諏訪明神）が受け取りに行くため、次の年には全部なくなっていると信じられていた。また、諏訪明神の本地仏を祀る「普賢堂」は上社神宮寺の奥の院として多くの参拝者を集めた。
明治の神仏分離の時、上社と下社の仏教寺院のほとんどが取り壊されてしまい、破壊されなかった仏像・仏具は他の寺に移された。「お鉄塔」は温泉寺（諏訪市湯の脇）に移動され、現在は境内の多宝塔に安置してある。